# Braunschweigisches Biographisches Lexikon/Register
Diese Seite enthält ein vollständiges alphabetisches Register aller Einträge im Braunschweigischen Biographischen Lexikon (2 Bände). Die römischen Ziffern geben jeweils die Bandnummer (I = 19. und 20. Jahrhundert; erschienen 1996; II = 8. bis 18. Jahrhundert; erschienen 2006), die arabischen Ziffern die Seitenzahlen an.

## A
| - Abbas Cachiane Kaefe Rhebisch [Anna Charlotte Rhebisch] (II 21) - Bernhard Abeken (I 19) - Friedrich Gottfried Abel (II 21–22) - Paul Abert (I 19) - Karl Abetz (I 19–20) - Bonaventura Abt (II 22) - Franz Abt (I 20) - Adolf Achenbach (I 20–21) - Johann Anton Achtermann (II 22–23) - Adalbert von Bremen (II 23) - Adalbert II., Graf von Everstein (II 23–24) - Adalbert III., Graf von Everstein (II 24) - Hans Adam (II 24–25) - Theodor Adamius (II 25) - Adelheid I. [Äbtissin] (II 25–26) - Adelheid II. [Äbtissin] (II 26) - Adelheid IV. [Äbtissin] (II 26–27) - Adelheid von Bortfeld (II 27) - Adelhold (II 27–28) - Adelog von Hildesheim (II 28) - Peter Adener (II 28–29) - Johann Traugott Adolph (II 29) - Gert Adriani (I 21) - Agnes, Herzogin zu Braunschweig und Lüneburg (II 29–30) - Michael Gottlieb Agnethler (II 30) - Agnieszka (II 30) - Gustav Ludwig Ahlborn (I 21) - Anton Konrad Friedrich Ahrens (I 21) - Heinrich Ludolf Ahrens (I 22) - Heinrich Ahrens (I 22–23) - Hermann Ahrens (I 23–24) - Foppe van Aitzema (II 31) - Albert II., Herzog zu Braunschweig und Lüneburg [Albrecht] (II 32) - Albert von Sachsen (II 32–33) - Julius Albert (I 24) - Wilhelm Theodor Carl Alberti (II 33–34) | - Albrecht I., Herzog zu Braunschweig und Lüneburg [der Lange, der Große] (II 34) - Albrecht II., Herzog zu Braunschweig und Lüneburg [der Feiste] (II 34–35) - Albrecht II., Herzog zu Braunschweig und Lüneburg [Bischof] (II 35) - Albrecht Heinrich, Herzog zu Braunschweig und Lüneburg [Wolfenbüttel] (II 36) - Albrecht II., Graf von Regenstein (II 36–37) - Jakob Alemann (II 37) - Georg Friedrich Wilhelm Alers (I 24) - Caspar Alexandri (II 37) - Franz Algermann (II 37–38) - Reimbertus Algermissen (II 38–39) - Almannus (II 39) - Friedrich Alpers (I 24–25) - Altfrid (II 39–40) - Adolf Paul Althaus (I 25–26) - Altmann von Ölsburg (II 40) - Wilhelm Altmann (I 26) - Johann Friedrich II. von Alvensleben (II 40–41) - Johann August Ernst von Alvensleben (I 26) - Johannes Amandus (II 41) - Ernst Amme (I 26–27) - Anton Wilhelm Amo (II 41) - August Philipp Christian Theodor von Amsberg (I 27) - Dietrich Ernst Andreae (II 42–43) - Jakob Andreae (II 43–44) - Karl Theodor Andree (I 27–28) - Richard Andree (I 28–29) - Anna Sophie (II 44–45) - Anno von Heimburg (II 45) - Auguste Juliane Clara Philippine Anschel (I 29) - Anselm [† 1193] (II 45) - Robert Antelme (I 29) - Antoinette Amalie, Herzogin zu Braunschweig und Lüneburg [Wolfenbüttel] (II 45–46) - Anton Ulrich, Herzog zu Braunschweig und Lüneburg [d. Ä., Wolfenbüttel] (II 46–47) | - Anton Ulrich, Herzog zu Braunschweig und Lüneburg [d. J., Wolfenbüttel] (II 47–48) - Carl Anton [* 1722] (II 48–49) - Otto Friedrich Wilhelm Antrick (I 29–30) - Karl Hermann Heinrich Gustav Apfel (I 30) - Siegmund Jakob Apin (II 49) - Johann Christian Peter Arckenhausen (I 30–31) - Dietrich Arndes (II 50–51) - Johann Arndt (II 51–52) - Arnd von Arnheym (II 49–50) - Otto Arnholz (I 31) - Henning Arnisaeus (II 52) - Arnold von Dornstadt [† 1189] (II 52–53) - Arnold von Lübeck (II 53) - Adolf Aronheim (I 31–32) - Helene Aronheim (I 32) - Peter Friedrich Arpe (II 53–54) - Albert Adolf Louis Artmann (I 32) - Aschwin von Salder [† 1369] (II 54–55) - Rosamunde Juliane von der Asseburg (II 55–56) - Ernst Assmann (I 32) - Wilhelm August Gottlieb Assmann (I 33) - Auctor [Autor] (II 56) - August d. J., Herzog zu Braunschweig und Lüneburg [Pseudonym: Gustavus Selenus] (II 56–57) - August Wilhelm, Herzog zu Braunschweig und Lüneburg [Wolfenbüttel] (II 57–58) - August Ferdinand, Herzog zu Braunschweig und Lüneburg [Wolfenbüttel-Bevern] (II 58–59) - August Wilhelm, Herzog zu Braunschweig und Lüneburg [Wolfenbüttel-Bevern] (II 59) - Auguste Dorothea, Fürstin von Schwarzenburg-Arnstadt [geb. Herzogin zu Braunschweig und Lüneburg] (II 59–60) - Auguste Karoline Friederike von Braunschweig und Lüneburg (II 60–61) - Walther Awe (I 33) |

## B
| - Nicolaus Ephraim Bach (II 62) - Wilhelm Friedemann Bach (II 62–63) - Karl Wilhelm August Backhausen (I 34) - Horst Wilhelm Baerensprung (I 34) - Johann Christian Bernhard Bäse (I 35) - Georg Baesecke (I 35–36) - August Karl Eduard Baldamus (I 36) - Paul Walter Baldauf (I 36) - Johann Baldovius (II 63) - Balduin von Wenden (II 64) - Rudolf Balks (I 36–37) - Johann Arnold Ballenstedt († 1788) (II 64–65) - Johann Georg Justus Ballenstedt (I 37) - Julius Bernhard Ballenstedt († 1784) (II 65) - Lambert von Balven (II 65–66) - Ferdinand Bamberger (I 37) - Friedrich Bandau (I 37) - Oskar Bangemann (I 37–38) - Theodor Wilhelm Heinrich Bank (I 38) - Ewald Banse (I 38–39) - Daniel Eberhard Baring (II 66) - Eberhard Baring (II 66–67) - Otto Heinrich August Barnewitz (I 39) - Konrad Barpke (II 67) - August Christian Bartels (I 39–40) - Ernst Daniel August Bartels († 1838) (I 40) - Hans Bartels (II 67–68) - Johann Martin Christian Bartels (I 40) - Johann Just Bartels (II 68–69) - Gebhard Werner von Bartensleben (II 69) - Gustav Adolf Barthel (I 40) - Karl Barthel (I 40–41) - Hermann Basse (I 41) - Hans Felix Heinrich Battermann (I 41) - Gottfried Leonhard Baudiss (II 69–70) - Julius Bruno Bauer († 1897) (I 41–42) - Fritz Bauer (I 42–43) - Heinrich Bauer (I 43) - Emil-Werner Baule (I 43) - Carl Baumann (1888–1958) (I 43) - Karl August Ludwig Hermann Baumgarten (I 44) - Bernhard Baurschmidt (I 44–45) - Friedrich Ludwig August von Bause (I 45) - Paul Clemens Reinhold von Bause (I 45) - Beatrix I. Äbtissin (II 70) - Beatrix II. von Winzenburg (II 70–71) - Anton August Beck (II 71–72) - David Beck (II 72) - Johann Georg Beck (II 72–73) - Henry Otto Willi Karl Beck († 1929) (I 45) - Bernhard Becker († 1961) (I 45–46) - Egeling Becker († 1481) (II 74) - Conrad Becker (II 73–74) - Ferdinand Beckurts (I 46) - Heinrich August Beckurts (I 46) - Carl Friedrich Bege (I 46–47) - Nikolaus Behem (II 74) - Christian Heinrich Behm (II 74–75) - Jacob Georg Moritz von Behr (II 75–76) - Peter Wilhelm Behrends (I 47) - Erich Behrenroth (I 47) - Conrad Barthold Behrens (II 76–77) - Friedrich Eduard Behrens (I 47–48) - Georg Henning Behrens (II 77) - Georg Wilhelm Julius Behrens († 1903) (I 48) - Gottfried Christoph Beireis (I 48–49) - Adolf Beiß (I 49) - Karl Wilhelm Theodor Beling († 1898) (I 49) - Friedrich August Otto de la Belle († 1845) (I 49–50) - Franziska Bennemann (I 50) - Levin August von Bennigsen (I 50–51) - Benno von Meißen (II 77–78) - Benno II. von Osnabrück (II 78–79) - Hermann Wilhelm August Friedrich Bente († 1935) (I 51) - Erich Franz Ernst Benze (I 51) - Rudolf Benze (I 51) - Ludwig Julius Bercht (I 51–52) - Lorenz Berckelmann († 1628) (II 79–80) - Theodor Berckelmann (II 80) - Julius Dominikus Berendes († 1914) (I 52) - Ernst August Adolf Heinrich Bergfeld (I 52–53) - Ludwig August Berglein (I 53) - Oswald Berkhan (I 53) - Ewald Berndt (I 53–54) - Bernhard I. (Braunschweig-Lüneburg) (II 80–81) - Friedrich Berndt († 1983) (I 54–55) - Rudolf Berndt (I 55) - Karl Wilhelm Ernst Berner († 1862) (I 55–56) - Alexander Bernewitz (I 56–57) - Johann Heinrich Karl von Bernewitz (I 57) - Berno (II 81) - Hans Valentin von Bernstorff (II 81–82) - Berthold von Holle (II 82) - Ernst August Bertling (II 82–83) - Johann Georg Bertram (II 83) - Kurt Bertram (I 57) - Ferdinand Wilhelm Werner Bertram (I 57–58) - Christian Berward (II 83–84) - Carl Georg Christoph Beseler (I 58) - Otto Beseler (I 58–59) - Heinrich Bessel (II 84) | - Gustav Emanuel Johannes Beste (I 59) - Konrad Beste (I 60) - August Friedrich Wilhelm Beste (I 60–61) - Ludwig Konrad Bethmann (I 61) - Heinrich Beust (II 84–85) - Käthe Bewig (I 61–62) - Wilhelm Beye († 1975) (I 62) - Johannes Reiner Bernhard Biermann (I 62–63) - Martin Biermann († 1595) (II 85–86) - Anton Günther Billich (II 86) - Bert Bilzer (I 63) - Sigmund von Birken (II 86–87) - Hans Birnbaum (I 63–64) - Johann Heinrich Christian Bischoff († 1846) (I 64) - Johann Nikolaus Bischoff († 1833) (I 64) - Friedrich Wilhelm Heinrich Bitter (I 64–65) - Heinrich Victor Wilhelm Erwin Blasius (I 65) - Johann Heinrich Blasius (I 65–66) - Heinrich Paul Rudolf Blasius (I 66) - Wilhelm Blasius († 1899) (I 66) - August Wilhelm Heinrich Blasius († 1912) (I 67) - John Stanley Blenkinsop (I 67–68) - Wilhelm Blos (I 68) - Heinrich Julius Blume († nach 1688) (II 87–88) - Heinrich Julius Blume († 1806) (I 68–69) - Friedrich Wilhelm Blume (I 69) - Hermann Bruno Otto Blumenau (I 69–70) - Wilhelm Blumenhagen (I 70) - Johann Carl Heinrich Blumenstengel (I 70) - Daniel Arnold von Bobart (II 88) - Petrus Bockelmann (II 88–89) - Julius Heinrich Richard Bockemüller (I 70–71) - Christoph August Bode (II 89) - Georg Wilhelm Leopold Bode (I 71) - Johann Joachim Christoph Bode (II 89–90) - Johann Justus Bode (II 90) - August Heinrich Karl Bode († 1959) (I 71–72) - Walther Bode (I 72) - Wilhelm Benedict Sigismund Heinrich Bode (I 72) - Wilhelm Julius Ludwig Bode (I 72–73) - Wilhelm von Bode (I 73–74) - Eduard Bodemann (I 74) - Friedrich Boden (I 74–75) - Hans Constantin Boden (I 75) - Johannes Heinrich Robert Boden († 1943) (I 75) - Friedrich von Bodenstedt (I 75–76) - Heinrich Bodo (II 90–91) - Johann Gotthard Böckel (II 91) - Ernst Böhme (I 76–77) - Erwin Böhme (I 77) - Otto Böhme († 1952) (I 77) - Johannes Bökel (II 91) - Martin von Bökel (II 92) - Wilhelm Bölsche († 1893) (I 77) - Wilhelm Börker (I 78) - Friedrich Börner (II 92–93) - Heinrich Boethius (II 93) - Johann Heinrich Böttcher (I 78) - Caesar Rudolf Boettger (I 78) - Hugo Böttger (I 79) - Andreas Julius Bötticher (II 93–94) - Siegfried Justus von Bötticher (II 94–95) - Heinrich Boger (II 95) - Robert Bohlmann (I 79) - Heinrich Boiling (II 95–96) - Zacharias Boiling (II 96–97) - Heinrich Bokemeyer (II 97) - Boldewin (II 97–98) - Franz Wilhelm Boller (I 79) - Theophilus Heinrich Ludwig Bollmann († 1820) (I 79) - Waldemar Bolze (I 79–80) - Leonhard von Bonhorst (I 80) - Rudolf Borch (I 80–81) - Kurt Borchers (I 81) - Johann Albert Wilhelm Borchers (I 81–82) - Johannes Borcholten (II 98–99) - Statius Borcholten (II 99) - Cord Borgentrik († nach 1501) (II 99–100) - Rudolf Bornemann (II 100) - Wilhelm Friedrich Konrad Eduard Bornhardt (I 82) - Johann Heinrich Carl Bornhardt (I 82–83) - Wilhelm Bornstedt (I 83) - Karl August Robert Borrmann († 1943) (I 83) - Philipp Georg Bosse (I 83) - Christian Ludwig Bosse (I 84) - Rudolf Heinrich Bernhard Bosse (I 84) - Cord Bote (II 100–101) - Hermann Bote (II 101–102) - Joachim Hartwig von Both (II 102–103) - Bartholomäus Botsack (II 103) - Friedrich Bouterwek (I 84–85) - Henning Brabandt (II 103–105) - Wilhelm Bracke (I 85–86) - John Bradstreet († 1618) (II 105) - Hermann Werner Dietrich Bräß (II 105–106) - Johann Adolf Herbert Brakebusch (I 86) - Johannes von Brakel († 1525) (II 106) - Johann Ernst Brancaglio (I 86–87) - Maria Antonia Pessina von Branconi (II 107) - Brand Notberg (II 107–108) - Heinrich August Christian von Brandenstein (I 87) | - Albert Brandes (I 87) - Bruno Brandes (I 87) - Carl Heinrich Brandes († 1867) (I 88) - Gustav Brandes (I 88) - Heinrich Brandes (I 88–89) - Wilhelm Brandes (I 89–90) - Michael Braun (II 108) - August von Braunschweig-Lüneburg († 1820) (I 90) - Ernst August von Braunschweig-Lüneburg (I 90–91) - Friedrich August von Braunschweig-Lüneburg(-Oels) (I 91) - Friedrich Karl Ferdinand von Braunschweig-Lüneburg (I 91–92) - Friedrich Wilhelm von Braunschweig-Lüneburg(-Oels) (I 92) - Karl II. Friedrich August Wilhelm von Braunschweig-Lüneburg (I 92–93) - Karl Wilhelm Ferdinand von Braunschweig-Lüneburg (I 93) - Philippine Charlotte von Braunschweig-Lüneburg (I 93–94) - Victoria Luise von Braunschweig-Lüneburg (I 94–95) - Wilhelm von Braunschweig-Lüneburg(-Oels) (I 95–96) - Carl Gottlieb Friedrich Brederlow († 1858) (I 96) - Kurt Bredowski (I 96–97) - Joachim Justus Breithaupt (II 108–109) - Johann Wilhelm Wolfgang Breithaupt (I 97) - Rudolf Maria Breithaupt (I 97) - Otto Brendecken (II 109) - Adolf Brenneke (I 97–98) - Friedrich Christian Bressand (II 109–110) - Friedrich Bretschneider (I 98) - Johann Georg Breuer (II 110) - Reinhold Breust († 1973) (I 98–99) - Adolf Breymann (I 99–100) - Ferdinand Breymann (I 100) - Heinrich Andreas Julius Breymann († 1797) (II 110–111) - Hermann Breymann (I 100) - Ernst Heinrich August Brinckmann († 1910) (I 100) - Eduard Brinckmeier (I 100–101) - Rudolf Brinckmeier (I 101) - Ernst Conrad von Brinken († 1757) (II 111–112) - Friedrich Ludwig Ernst von den Brinken (I 101–102) - Julius von den Brinken (I 102) - Cay Baron von Brockdorff (I 102) - Heinrich Christian von Brocke († 1778) (II 112) - Wilhelm Brodkorb (I 102–103) - Christian Gottlieb Broeder (I 103) - Else Brökelschen (I 103) - Friedrich Wilhelm von Bruchhausen (I 104) - Karl Gustav Bruchmann (I 104) - Franz Ernst Brückmann (II 113–114) - Urban Brückmann (I 104–105) - Eduard Brückner († 1888) (I 105) - Kurt Brüning (I 105–106) - Peter Brüning (II 114) - Brun (Sachsen) (?) (II 114–115) - Franz Brun (II 115) - Julius Alhard Brunner († 1911) (I 106) - Bruno (I.) von Braunschweig (II 116) - Giordano Bruno (II 116–117) - Karl Eduard Georg Bruns (I 106) - Viktor von Bruns (I 106) - Jochim Christoph Buchholtz (II 117–118) - Hermann Buchler (I 107) - Käthe Buchler (I 107) - Andreas Heinrich Bucholtz (II 118) - Christoph Joachim Bucholtz († 1679) (II 118–119) - Wilhelm Buchterkirchen (I 107–108) - Otto Bücher († 1990) (I 108) - Johann Jacob Heinrich Bücking († 1838) (I 108) - Martin Friedrich Carl Bücking (I 108–109) - Gottfried Philipp von Bülow († 1850) (I 109) - Christian Heinrich Bünger (I 109–110) - Heinrich Bünting (II 119) - Daniel Büring (II 119–120) - Thile Büring (II 120) - Richard Buerstenbinder (I 110) - Heinrich Büssing (I 110–111) - Julius Christian Heinrich Bütemeister (II 120–121) - Karl August Friedrich Büttger († 1919) (I 111) - Christian Wilhelm Büttner (I 111–112) - Johannes Bugenhagen (II 121–122) - Johann Gottlieb Buhle (I 112) - Conrad Buno (II 122) - Burchard II. (Bucco) (II 122–123) - Burchard II. von Blankenburg (II 123) - Burchard von Bartensleben (II 123–124) - Burchard von Warberg († 1458) (II 124–125) - Jakob Burckhard (II 125) - Johann Georg Burckhard (II 125–126) - Johann Heinrich Burckhard (II 126) - Buriso (II 126–127) - Gerd Burtchen (I 112–113) - Arnold Busch († 1951) (I 113) - Cornelius von dem Busch (II 127) - Georg August Gustav Busch († 1888) (I 113–114) - Ludwig Wilhelm Busch (II 127–128) - Wilhelm Busch (I 114) - Ludwig Busse († 1907) (I 114–115) - Hans Bußmeyer (I 115) - Hugo Bußmeyer (I 115) - Homerus Buteranus (II 128) - Hans Buttler († 1970) (I 115–116) - Hans Butzmann († 1982) (I 117) |

## C
| - Heinrich Conrad Wilhelm Calberla (I 117) - Friedrich Ulrich Calixt (II 129) - Georg Calixt (II 129–130) - Caspar Calvör (II 130–131) - Henning Calvör (II 131–132) - Richard Calwer (I 117) - Heinrich Camerarius (II 132) - Johann Camman (II 132–133) - Asche Burckhardt Karl Ferdinand von Campe († 1874) (I 117) - Joachim Heinrich Campe (I 118) - Johann Julius Wilhelm Campe (I 118–119) - Daniel von Campen († 1654) (II 133) - Johann Friedrich Ludwig Cappel († 1799) (II 133–134) - Günther Cario († 1984) (I 119) - Jakob Carpov (II 134) - Benedikt Carpzov der Ältere (II 134–135) - Johann Benedict Carpzow (I 119–120) - Johannes Caselius (II 135–136) - Heinrich Caspari (I 120) - Wilhelm Castendyck (I 120) - Charles Eugène Gabriel de La Croix de Castries (I 120–121) - Balthasar Cellarius (II 136) - Justus Cellarius (II 136–137) - Nazaire Chamereau (II 137) - Luise Sophie Chappuzeau (I 121) - Charlotte Christine Sophie von Braunschweig und Lüneburg (II 137–138) - Charlotte Christine Wolfenbüttel († 1771) (II 138–139) - Rudolph Anton Chely († 1770) (II 139) - Johann Chemnitz († 1651) (II 139–140) | - Martin Chemnitz (II 140–141) - Francesco Chiaramella (II 141–142) - Theodor Christoph († 1960) (I 121–122) - Chirurg von der Weser († vor 1266) (II 142) - Christian von Braunschweig und Lüneburg (II 142–143) - Christine Margarete zu Mecklenburg († 1666) (II 143–144) - Christine Elisabeth von Braunschweig und Lüneburg († 1681) (II 144) - Christine Luise von Braunschweig und Lüneburg († 1747) (II 144–145) - Christoph von Braunschweig und Lüneburg († 1558) (II 145–146) - Wilhelm Christian Justus Chrysander (II 146–147) - David Chytraeus (II 147–148) - Karl Johann Anton von Cichin (II 148) - Elisabeth Wilhelmine von Civry (I 122) - Erich Clacius (II 148) - Arnold Clapmarius († 1604) (II 148–149) - Clara von Braunschweig und Lüneburg (II 149) - Max Clarus († 1916) (I 122–123) - Daniel Clasen (II 149) - Claus von Gotha (II 149–150) - Günther Clausen (I 123) - Wilhelm Clauß († 1896) (I 123) - Adolf Carl Clemen († 1913) (I 123–124) - Clemens II. (II 150–151) - David Clément (II 151) - Johann Friedrich Cleve († 1826) (I 124) - Urban Wilhelm Ferdinand Cleve († 1855) (I 124) - Andreas Cludius (II 151–152) - Johannes Thomas Cludius (II 152) - Chrysostomus Cöler († 1664) (II 152–153) | - Caspar Johann Cörner († 1681) (II 153) - Esaias Compenius (II 153–154) - Franz Karl Conradi (II 154) - Hans-Walter Conrady (I 124–125) - Hermann Conring (II 154–156) - Henri Benjamin Constant de Rebeque († 1830) (I 125) - Gerhard Cordes (I 125–126) - Euricius Cordus (II 156) - Franziska Cornet (I 126) - Anton Corvinus (II 157) - Anna Constantia von Cosel (II 157–158) - Henning Cramer von Clausbruch (II 159–160) - Johann Andreas Cramer (II 158–159) - Friedrich August Cramer von Clausbruch (I 126) - Asche von Cramm († 1528) (II 160–161) - August Adolf von Cramm († 1763) (II 161) - Christian Friedrich Adolf Burghard von Cramm (I 126–127) - Friedrich Wilhelm Cramm (I 127) - Gottfried von Cramm (I 127) - Ludwig Thedel August von Cramm-Sambleben (I 127) - Ferdinand Crasemann (I 127) - Lorenz von Crell (I 128) - Metrophanes Critopulus (II 161–162) - Hugo Crola (I 128) - Sigismund Andreas Cuno (II 162) - Theodor Cunze († 1885) (I 128–129) - Christoph Cuppener († 1511) (II 162–163) - Albert Cuppius (II 163) - Johann Carl Daniel Curio (I 129) |

## D
| - Brandanus Daetrius (II 164) - Carl Julius Ludwig Däubler (I 130) - Eduard Damköhler (I 130) - Bertram von Damm (II 164–165) - Christoph von Damm (II 165) - Karl Albert Kurd von Damm (I 130–131) - Dankward (II 165–166) - August Dankworth (I 131) - Walther Darré (I 131) - Martial Daru († 1827) (I 131–132) - Adolf Dauber (I 132) - Karl Wilhelm August Franz Dauber (I 132) - Elsa Daubert (I 132–133) - Johannes Daubert (I 133) - Philipp Wilhelm Daubert (I 133) - Caspar Dauthendey (II 166) - Alexander David (II 166–167) - Nikolaus Decius (II 167–168) - Johann Friedrich von der Decken (I 134) - Carl von Decker (I 134) - Adolf Dedekind (I 134) - Alexander Dedekind (I 135) - Alfred Dedekind (I 135) - Bernhard Julius Dedekind (II 168) - Franz Dedekind (I 135) - Hermann Dedekind (I 135–136) | - Johann Julius Wilhelm Dedekind (II 168–169) - Johann Ludwig Julius Dedekind (II 169) - Julie Dedekind (I 136) - Julius Dedekind (I 136) - Ludwig Dedekind (I 137) - Richard Dedekind (I 137) - Friedrich Degeling (I 138) - Paul Degener (I 138) - Hermann Degering (I 138) - Konrad Detlev von Dehn (II 169–170) - Heinz Deinert (I 138–139) - Friedrich Ludolf Denckmann (I 139) - Heinrich Wilhelm Martin August Denckmann (I 139) - Jean Jacques Desoches (II 170) - Heinrich Deumeland (I 139–140) - Walter Dexel (I 140) - Alexander Johannes Benjamin Dieckmann († 1916) (I 140–141) - Heinrich Diek († 1540) (II 171) - Carl Diercke (141) - Hermann Diesselhorst (I 141–142) - Hugo Leberecht Dinckelberg (I 142) - Karl Dincklage (I 142) - Heinrich Wilhelm Döbel (II 171–172) - Georg Ludwig Dörell (I 142–143) - Friedrich von Dörnberg (I 143) - Ferdinand Wilhelm Caspar von Dörnberg (I 143) | - Claus Dohausen (II 172) - Heinrich Dohrn (I 143–144) - Johann Friedrich Domhardt [von] (II 172–173) - Johann Christoph Dommerich (II 173–174) - August Dommes (I 144) - Hermann Dommes (I 144–145) - Hans Dorn (II 174) - Paul Dorn (I 145) - Friedrich Dosse (I 145) - Anna Dräger (I 145–146) - Johann Heinrich Bernhard Dräseke (I 146) - Karl Christian Gustav Drechsler († 1850) (I 146–147) - Albert Dressel (I 147) - Dominicus Dreuer (II 174–175) - Oscar Drude (I 147) - Paul Drude (I 147–148) - Walter Drude (I 148) - Joseph August du Cros (II 175–176) - Johann Christian Dünnhaupt (II 176) - Hermann Dürre (I 148) - Jacques Egide Duhan de Jandun (II 176–177) - Andreas Duncker der Ältere (II 177–178) - Andreas Duncker der Jüngere (II 178) - Wilhelm Dunker († 1902) (I 148–149) - Johann Philipp du Roi (II 178–179) - Carl Ludwig Dyrssen (I 149) |

## E
| - Alfred Ebeling (I 150) - Bernhard Ebeling (II 180) - Heinrich Ebeling (I 150) - Johann Georg Ebeling (II 180–181) - Eberhard von Gandersheim (II 181) - Christian Eberhard Eberlein (I 150) - Christian Nikolaus Eberlein (II 181–182) - Friedrich Adolf Ebert (I 150–151) - Ebert († um 1496) (II 182) - Johann Arnold Ebert (II 183) - Erasmus Ebner von Eschenbach (II 183–184) - Johann Georg Eccard (II 164–165) - Carl Friedrich Echtermeier (I 151–152) - Carl Eckardt (I 152) - Themistokles von Eckenbrecher (I 152) - Hans Eckensberger (I 152–153) - Hugo Eckensberger (I 153) - Margarete Eckensberger [geb. Friedmann] (I 153) - Georg Eckert (I 153–154) - Petrus Eckmann (II 185) - Heinrich Eckstorm (II 185–186) - Samuel Levi Egers (I 154) - Heinrich Eggeling († 1556) (II 186) - Joachim Albrecht Eggeling (I 154–155) - Heinrich Eggersglüß (I 155) - Julius Hans Wilhelm Ehlers (I 155) - Philipp Ehrenberg (I 155–156) - Richard Ehrenberg (I 156) - Samuel Meyer Ehrenberg (I 156–157) - Victor Ehrenberg (I 157) - Adolf Ehrhardt (I 157–158) - Felix Ehrlich (I 158) - Johann Eichel Edler von Rautenkron (II 186–187) - Peter Eichholtz (II 187) - Albert Eichhorn (I 158) - Ferdinand Eichhorn (I 158–159) | - Johann Conrad Eichler (II 187–188) - Joseph Ignaz Eichler (II 188) - Hermann Eicke († 1924) (I 159) - Louis Eicke (I 159) - Gebhard Friedrich Eigner (I 159) - Martin Eilenburg (II 188) - Eilhart von Oberg (II 188–189) - Eilika (II 189) - Johann Friedrich Eisenhart (II 189–190) - Johannes Eisenhart (II 190) - Johann Heinrich Eisenträger (II 190–191) - Theodor Eisfeld (I 160) - Tobias Eisler († 1753) (II 191) - Gustav Eißfeldt (I 160) - Wilhelm Eißfeldt (I 160) - Christian Eli (I 160) - Martin Elsner (I 161) - Ekbert (II 191–192) - Ekbert I. (II 192–193) - Ekbert II. (II 193) - Elisabeth (II 193–194) - Elisabeth Christine von Braunschweig und Lüneburg († 1750) (II 194–195) - Elisabeth Christine von Braunschweig und Lüneburg († 1797) (II 195–196) - Elisabeth von Braunschweig und Lüneburg († 1563) (II 196) - Elisabeth von Braunschweig und Lüneburg († 1626) (II 196–197) - Elisabeth Juliane von Braunschweig und Lüneburg († 1704) (II 197) - Elisabeth Eleonore († 1729) (II 197–198) - Elisabeth Ernestine Antonie von Sachsen-Meiningen († 1766) (II 198) - Elisabeth Sophie Marie von Braunschweig und Lüneburg († 1767) (II 199) - Gottlieb Elster (I 161) - Julius Elster (I 161–162) - Otto Elster (I 162) - Johann Eberhard zu Eltz (II 199–200) - Levin von Emden (II 200–201) - Adolf Emperius (I 162) - Johann Ferdinand Friedrich Emperius (I 163) | - Konrad Ende (I 163) - Arnold Engelbrecht († 1638) (II 201) - Christoph Johann Conrad Engelbrecht (II 201–202) - Georg Engelbrecht d. Ä. (II 202) - Georg Engelbrecht d. J. (II 202–203) - Hans Engelbrecht (II 203) - Helene Engelbrecht (I 164) - Johann Wilhelm Engelbrecht (II 203–204) - Louis Engelbrecht (I 164) - Theodor Engelbrecht (I 164–165) - Arthur Enk (I 165) - Anton Ulrich von Erath (II 204–205) - Lazarus Ercker (II 205–206) - Martin Erdmann (I 165–166) - Alexander Leopold von Erichsen (I 166) - Philipp Jakob Erlanger (I 166) - Christian Ludwig Ermisch (II 206–207) - Hans Ernesti (I 166–167) - Jordan Ernesti (II 207) - Ludwig Ernesti (I 167) - Ernestus Aurifabri (II 207–208) - Johannes Zacharias Ernst (II 208) - Paul Ernst (I 167–168) - Arthur Conrad Ernsting (II 208–209) - Fritz Eschemann (I 168) - Heinrich Eschenbach (II 209) - Johann Joachim Eschenburg (I 168–169) - Wilhelm Arnold Eschenburg (I 169–170) - Ilse Esdorn (I 170) - Till Eulenspiegel (II 209–210) - Helene Evers († 1983) (I 170–171) - Käthe Evers († 1918) (I 171) - Adolf Ey (I 171) - Huldrich von Eyben (II 210) - Bruno Eyferth (I 171–172) - Paul Eyferth (I 172) |

## F
| - Wilhelm Adolf Reinhold Faber (I 173) - David Fabricius (II 211) - Johann Fabricius (II 212–213) - Philipp Konrad Fabricius (II 213) - Georg Mathias Ferdinand Faesebeck (I 173) - Johann Friedrich Falke (II 213–214) - Nikolaus von Falkenhorst (I 173) - Minna Faßhauer (I 173–174) - Jakob Friedrich Feddersen (II 214) - Hans Simon Feilner (II 214–215) - Eduard Fein (I 174) - Georg Fein († 1813) (I 174–175) - Georg Fein († 1869) (I 175–176) - Ferdinand Albrecht I. von Braunschweig und Lüneburg (II 215–216) - Ferdinand Albrecht II. von Braunschweig und Lüneburg (II 216–217) - Ferdinand von Braunschweig und Lüneburg (II 217–218) - Jean Baptiste Féronce von Rothenkreuz (II 218) - Alexander Fesca (I 176) - Gottlieb Fidler (II 219) - Karl Fiehler (I 176) - Ludolf Fiesel (I 176–177) - Franz Finck (II 219–220) - Eberhard Finen (II 220) - August Fink (I 177) - Simon Fink († 1680) (II 221) - Otto Finsch (I 177–178) - Federigo Fiorillo (I 178) - Ignazio Fiorillo (II 221–222) - Caroline Auguste Fischer (I 178) - Hans Fischer (II 222) - Hermann Fischer († 1975) (I 178–179) - Jacob Fischer (II 222–223) - Karl-Berthold Fischer (I 179) - Oscar Fischer († 1896) (I 179) - Daniel Flach (II 223) - Matthias Flacius (II 223–224) - Eduard Flechsig (I 179) - Werner Flechsig (I 179–180) - Alfred Fleckeisen (I 180) | - Karl Christoph Wilhelm Fleischer (II 224) - Herman Flesche (I 180) - Johann Heinrich Flor (II 224–225) - Franz Chassot de Florencourt (I 181) - Carl Chassot de Florencourt (II 225) - Georg Dietrich Floto (II 225–226) - Karl August Werner Franz Floto (I 181) - Wilhelm Floto (I 181–182) - Friedrich Foertsch (I 182) - Alfred Forke (I 182) - Gustav-Elias Forstenzer (I 182) - Valentin Forster (II 226) - August Fortmüller (I 182–183) - Ludwig Franck (I 183) - Christoph Bernhard Francke (II 226–227) - Paul Francke (II 227–228) - Herbert Frank (I 183) - Carl Franke (I 183–184) - Paul Franke (I 184) - Hermann von Frankenberg (I 184) - Gerhard von Frankenberg und Ludwigsdorf (I 185) - Marcus Levi Frankenheim (I 185) - Carl Friedrich Franquet (I 185–186) - Constantin Frantz (I 186) - Franz von Braunschweig und Lüneburg (Bischof von Minden) (II 228) - Franz von Braunschweig und Lüneburg (II 228–229) - Anton Franzen (I 186–187) - Leopold Friedrich Fredersdorff (I 187) - Frederunda (II 229–230) - Eduard Freise (I 187) - Otto Freise (I 188) - Walther Freist (I 188) - Salomon Frenzel von Friedenthal (II 230–231) - Julius Freudenthal (I 188–189) - Johann Anastasius Freylinghausen (II 231) - Albert Freyse (II 231–232) - Albert Philipp Frick (II 232) - Albert Fricke (I 189) - Arnold Fricke (I 189) | - Fritz Fricke (I 189) - Johann Bernhard Fricke (II 232–233) - Johann Heinrich Gottlieb Fricke (I 189–190) - Johann Karl Georg Fricke († 1841) (I 190) - Karl Fricke († 1914) (I 190) - Otto Fricke (I 190–191) - Robert Fricke (I 191) - Rudolf Fricke (I 191) - Friedrich Wilhelm Fricke (I 191) - Gese Fricken (II 233) - Friedrich (II.) von Sommerschenburg (II 233–234) - Friedrich von Braunschweig und Lüneburg († 1400) (II 234) - Friedrich Ulrich von Braunschweig und Lüneburg (II 234–235) - Friedrich I. (II 236–237) - Friedrich von Braunschweig († 1392) (II 237) - Friedrich von Volkmarode (II 237–238) - Friedrich Friedrich (I 191–192) - Kurt Friedrichs (I 192) - Nicodemus Frischlin (II 238–239) - Gottlieb Fritz (I 192) - Barthold Fritze (II 239) - Carl Wilhelm August Fritze (I 192) - Gottfried Fritzsche (II 239–240) - Johann Nikolaus Frobes (II 240–241) - Georg Froböse (II 241) - Cordt Frobosen (II 241–242) - Barthold Fröler (II 242) - Gustav Frölich (I 193) - Karl Wilhelm Adolf Frölich (I 193) - Edmund Frohne (I 193–194) - Karl Frühling (I 194) - Karl Frühling (I 194–195) - Martha Fuchs (I 195) - Hans Philipp von Fuchs von Bimbach (II 242–243) - Johann von Fuchte (II 243) - Carl Fuhrmann († 1887) (I 195–196) - Franz Fuhse (I 196) - Carl August Funck (II 243–244) - Anny Funke-Schmidt (I 196) |

## G
| - Hans Gabriel (II 245) - Gabriel von Magdeburg (II 245–246) - Berthold von Gadenstedt (II 246) - Karl Christian Gärtner (II 246–247) - Johannes Gallicus (II 247–248) - Ernst Garsse (II 248) - Adolf von Garßen (I 197) - Georg von Garßen (I 197) - Ludolph Garßen (II 248–249) - Theodor Gassmann (I 197) - Gustav Gassner (I 197–198) - Philippine Gatterer (I 198) - Ludwig Gattermann (I 198) - Otto Gattermann (I 198) - Friedrich Gaus (I 199) - Wilhelm Gaus (I 200) - Carl Friedrich Gauß (I 200–201) - Gebhard von Bortfeld (II 249) - Brandanus Heinrich Gebhardi (II 249–250) - Georg Christoph Gebhardi (II 250) - Johann Ludwig Levin Gebhardi (II 250) - Wilhelm von Gebhardi (I 201) - Hans Geismar (II 251) - Julius Geertz (I 201) - Alfred Gehring (I 201–202) - Theodor Geiger (I 202–203) - August Geitel (I 203) - Hans Friedrich Karl Geitel (I 203–204) - Johann Georg Geitel (II 251–252) - Karl Geitel (I 204) - August Heinrich Christian Gelpke (I 204) - Eduard Gelpke (I 204–205) - Julius Gelpke (I 205) - Albert Genzen (I 205) - Georg von Braunschweig und Lüneburg (II 252–253) - Carl-Wilhelm Gerberding (I 205) - Gerberga I. (II 253) - Gerberga I. (II 253–254) - Johann Ulrich Gerding (II 254) - Gustav Gerecke (I 205–206) - Gerhard (I.) († 1150) (II 254–255) - Gerhard (II.) (II 255) - Hans Peter Gericke (II 255) - Wilhelm Gericke (I 206) - Christoph Gerke (II 255–256) - Johann Heinrich Daniel Gerlach († 1798) (II 256) - Gerold von Oldenburg (II 256–257) - Gerson Abraham (II 257–258) - Friedrich Gerstäcker (I 206–207) - Albrecht Gerstell (I 207) - Christoph Gertner (II 258) - Gertrud die Ältere von Braunschweig (II 258–259) - Gertrud die Jüngere von Braunschweig (II 259–260) - Gertrud von Süpplingenburg (II 260) - Gertrud von Haldensleben († 1116) (II 260–261) | - Victor Louis Gerverot (I 207) - Gerwin von Hameln (II 261) - Gerhard Gesemann (I 207–208) - Justus Gesenius (II 261–262) - Karl Gesenius (I 208) - August von Geyso (I 208) - Otto Gibel (II 262–263) - Carl Giesecke (I 208–209) - Fritz Giesecke (I 209) - Friedrich Giesel (I 209–210) - Eberhard Gieseler († 1977) (I 210) - Lorenz Giesler (II 263) - Heinrich Giesker (I 210) - Emilio Giordano (II 263–264) - Gustav von Girsewald (I 210) - Wilhelm von Girsewald (I 211) - Ludwig August Christian Giseke (I 211–212) - Gisela von Schwaben (II 264) - Giselbert (de Goslaria) († 1255) (II 264–265) - Enoch Gläser (II 265–266) - Johann Glandorp (II 266) - Adolf Glaser (I 212) - Frank Glatzel (I 212–213) - Philipp Albert Gliemann (I 213) - Hermann Glockner (I 213) - Claire von Glümer (I 213–214) - Karl Weddo von Glümer (I 214) - Paul Gmeiner (I 214–215) - Elisabeth Gnauck-Kühne (I 215) - Erich Gniffke (I 215) - Johann Wilhelm von Goebel (II 266–267) - Johannes Göderitz (I 215–216) - Heinrich Göding (II 267) - Bernhard Goeken (II 267–268) - Christoph Friedrich Görges (I 216) - Wilhelm Görges (I 216) - Martin Görlitz († 1549) (II 268–269) - Alfred von Görtz-Wrisberg (I 216–217) - Eugenie von Görtz-Wrisberg (I 217) - Hermann von Görtz-Wrisberg (I 217–218) - Heinrich Götte (I 218) - Carl Götting (I 218) - Joachim Götz von Olenhusen (II 269) - Alfred Goetze (I 218–219) - Hedwig Götze-Sievers (I 219) - Martin Gosky (II 269–270) - Cord Gossel (II 270) - Heinrich Gottes (II 270–271) - August Siegfried von Goue (II 271) - Johann Grade (II 271–272) - Johann Friedrich Gräfe (II 272) - Karl Heinrich Gräffe (I 219–220) - Hulda Graf (I 220) - Gustav Grahe (I 220–221) - Nikolaus Andreas Granius (II 272–273) | - Adele Grantzow (I 221) - Johann Heinrich Friedrich Grasemann (II 273) - Johann Philipp Graumann (II 273–274) - Carl Heinrich Graun (II 274–275) - Christoph Julius Gravenhorst (II 275) - Heinrich Gravenhorst (I 221–222) - Johann Heinrich Gravenhorst (II 275–276) - Johann Ludwig Christian Carl Gravenhorst (I 222) - Karl Theodor Gravenhorst (I 222) - Carl Grete (I 223) - Friedrich Greys (II 276) - Erich Griepenkerl (I 223) - Friedrich Konrad Griepenkerl (I 223–224) - Wolfgang Robert Griepenkerl (I 224) - Grifo (II 276–277) - Ferdinand Philipp Grimm (I 224–225) - Heinrich Grimm (II 277) - Adolf Grimme (I 225–226) - Carl Grimme (I 226) - Hugo Grobleben (I 226–227) - Agnes von Grone (I 227) - Otto von Grone (I 227) - Udo von Grone (I 227) - Rainer Groningen (II 277–278) - Carl Wilhelm Gropius (I 227–228) - Karoline Amalie Elisabeth von Großbritannien (I 228) - Henning Großkurth (II 278) - Albert Grote (I 228–229) - Carl Grote (I 229) - Hermann Grote (I 229) - Otto Grotewohl (I 229–230) - Johannes Grothusen (II 278–279) - Alfred Grotjahn (I 230) - Georg Friedrich Carl Grotrian (I 230–231) - Kurt Grotrian-Steinweg (I 231) - Willi Grotrian-Steinweg (I 231–232) - Karl Grube (I 232) - Heinrich Grünfeld (II 279) - Friedrich Wilhelm August Grumbrecht (I 232) - August Grundner (I 232–233) - Heinz Grunow (I 233) - Heinrich Gudehus (I 233) - Georg Günther († 1825) (I 233) - Hermann Günther (I 233) - Ludwig Günther († 1854) (I 234) - Owen Günther (II 279–280) - Günther von Bartensleben (II 280) - Marcus Gumpel Fulda ben Mose (II 280–281) - Gunzelin von Hagen (II 281–282) - Gunzelin von Wolfenbüttel (II 282–283) - Heinrich Gutevrünt (II 283) - Hermann Guthe (I 234) - Max Gutkind (I 234–235) - Walter Gutkind (I 235) |

## H
| - Friedrich August Haake (I 236) - Friedrich Ludwig Haarmann (I 236) - Gustav Ludwig Friedrich Wilhelm Haarmann (I 236–237) - Friedrich Albert Heinrich Habekost (I 237) - Heinrich Theodor Wilhelm Albert Haberland (I 237) - Christian Friedrich Georg Wilhelm Habich (I237–238) - Johann Peter Haborg [Haburg, Harborch, Harbordt] (II 284) - Hans von Hackelberg (II 284–285) - Johann Hackemann (II 285–286) - Christoph Bernhard Wilhelm Hackethal (I 238) - Friedrich August von Hackmann (II 286–287) - Johann Gottlieb von Hackmann [Hackemann] (II 287–288) - Franz Dominicus Häberlin (II 288) - Johann Friedrich Häberlin (II 288–289) - Johann Heinrich Haeberlin (I 238) - Karl Franz Wolf Jérôme Häberlin (I 238) - Karl Friedrich Häberlin (I 239) - Karl Ludwig Häberlin (I 239–240) - Carl Georg Ludwig Hänselmann (I 240) - Ernst Härke (I 240–241) - Ernst Häseler (I 241) - Johann Friedrich Häseler (II 289–290) - Gustav Hagemann (I 241) - Theodor Hagemann (I 242) - Busso von Hagen (II 290) - Henning Hagen (II 290–291) - Wolfgang Hager [d. J.] (II 291) - Heinrich Hahn (II 291–292) - Simon Friedrich Hahn (II 292–293) - Christian Friedrich Samuel Hahnemann (I 242) - Hardanus Hake (II 293) - Henning Hamel [Hammel, Hamelius, Henningus] (II 293–294) - Hermann Hamelmann (II 294) - Nikolaus Gustav Hammer (I 242) - Hans Georg Freiherr von Hammerstein-Equord (I 243) - Ludwig August Emil Hampe (I 243) - Georg Ernst Ludwig Hampe (I 243–244) - Helmut Hampe (I 244) - Johann Hamstedt (II 294–295) - David Hanisius (II 295–296) - Hans von Bertensleben (II 296) - Hans Hesse der Ältere [Meister Hans] (II 296) - Hans Hesse der Jüngere (II 296–297) - Hans von Kissenbrügge (II 297) - Hans Porner (II 297–298) - Hans von Schwiecheldt (II 298) - Theodor Egbert Harbert (I 244) - Rudolf Harbig (I 244–245) - Georg Ludwig von Hardenberg (II 298) - Hans Christoph von Hardenberg (II 298–299) - Karl August Fürst von Hardenberg (I 245) - Hermann von der Hardt (II 299–300) - Johann Christoph Harenberg (II 300–301) - Anton Friedrich Harms [Hermes, Horms] (II 301) - Johann Oswald Harms (II 301–302) - Otto Siegfried Harnisch (II 302) - Robert Hartig (I 245–246) - Theodor Hartig (I 246) - Eduard Friedrich Otto Erich Hartleben [Pseudonyme: Eduard Friedrich; Otto Erich] (I 246–247) - Hartmann [Hartmannus] (II 302–303) - Gustav Hartmann (I 247) - Karl Friedrich Alexander Hartmann [Carl] (I 247–248) - Robert Hartmann (I 248) - Rudolf Wilhelm Albert Hartung (I 248) - Adolf Hartwieg (I 249) - Karl Emil Hermann Fritz Hartwieg (I 249) - Peter Hartzing (II 303) - Wolter Hasemann (II 304) - Robert Hasenfuß (I 250) - Jean Paul Hasse (I 250) - Johann Adolph Hasse (II 304–305) - Johann Bernhard Hassel (II 305) - Johann Georg Heinrich Hassel (I 250–251) - Hathewig von Ölsburg [geb. Gräfin von Assel] (II 305–306) - Hathumod [Hathamoda; Hademot] (II 306) - Johann Sebastian Hauschka (II 306–307) - Ludolf Haveckhorst (II 307) - Johanne Louise Christine Hebbel [geb. Enghaus] (I 251) - Konrad Hecht (I 251–252) - Katharina Hecke-Isensee [Käthe] (I 252) - Jakob Wilhelm Heckenauer (II 307–308) - Fritz Heckner (I 252) - Hedwig, Herzogin zu Braunschweig und Lüneburg [Wolfenbüttel] (II 308) - Hedwig, Herzogin von Pommern-Stettin [geb. Herzogin zu Braunschweig und Lüneburg, Wolfenbüttel] (II 308–309) - Karl August Theodor Heel (I 252–253) - Heinrich Wilhelm Heffter (I 253) - Johannes Heidenreich (II 309) - Reinhold Heidecke (I 253) - Christophorus Heidmann (II 309–310) - Paul Heigel [von Polokowitz] (II 310) | - Wolf Heil (II 310–311) - Berthold Konrad Heilig (I 253–254) - Carl Ernst Adolf Heimbs (I 254) - August Adolf von Heimburg (II 311) - Friedrich von Heimburg [Fritz] (II 311–312) - Albert Willi Amadeus Max Heine (I 255) - Johann Michael Heineccius [Heinecke] (II 3012–313) - Heinrich Ernst Ludwig Ferdinand von Heinemann (I 255–256) - Johann Franz Rudolph Hermann von Heinemann (I 256) - Adolf Ernst Hermann Lothar von Heinemann (I 256) - Friedrich Karl Otto von Heinemann (I 256–257) - Walter Heinemann (I 257) - Weimar Heinemann [Heynemann, Wimer, Wauer] (II 313–314) - Heinrich I. [deutscher König] (II 314) - Heinrich III. [deutscher König, römischer Kaiser] (II 314–315) - Heinrich IV. [deutscher König, Kaiser] (II 315–317) - Heinrich der Stolze, Herzog von Sachsen und Bayern [X.] (II 317) - Heinrich der Löwe (II 317–319) - Heinrich der Lange [V.] (II 319) - Heinrich, Herzog zu Braunschweig und Lüneburg, Pfalzgraf von Sachsen [I., Mirabilis] (II 319–320) - Heinrich der Milde, Herzog zu Braunschweig und Lüneburg (II 320–321) - Heinrich der Friedfertige (II 321–322) - Heinrich d. Ä., Herzog zu Braunschweig und Lüneburg [Wolfenbüttel] (II 322) - Heinrich d. J., Herzog zu Braunschweig und Lüneburg [Wolfenbüttel] (II 322–323) - Heinrich Julius, Herzog zu Braunschweig und Lüneburg [Wolfenbüttel] (II 324–325) - Heinrich, Herzog zu Braunschweig und Lüneburg, Bischof von Hildesheim [III.] (II 325–326) - Heinrich, Edelherr von Homburg (II 326) - Heinrich, Graf von Regenstein [I.] (II 326–327) - Heinrich Reuß, Graf und Herr von Plauen [IV., ä.L.] (II 327–328) - Heinrich (II 328) - Heinrich [von Brabant] (II 328–329) oder [Woltorp?] (II 331) - Heinrich von Braunschweig (II 329) - Heinrich Coci [Cock, Kokes] (II 329–330) - Heinrich Minnike (II 330) - Heinrich Rosla (II 330–331) - Emilie Heinrichs [geb. Schmidt; Pseudonym: E. von Linden] (I 257) - Johann Friedrich Heintzmann [Heinzmann] (II 332) - Lorenz Heister (II 332–333) - Aßmus Helder (II 333) - Kurt Helle-Haeusler (I 258) - Karl Friedrich Ludwig von Hellwig (I 258) - Johann Christian Ludwig Hellwig (I 258–259) - Michael Hellwig [Helwig] (II 334) - Heinrich Helm [Henricus Helmesius; Henricus Germipolitanus] (II334) - Helmold von Bosau (II 335) - David von Hemmerdey (II 335–336) - Arnold Helmuth (I 259) - Johann Heinrich Helmuth (I 259) - Johann Adam Hendler [Händler] (II 336) - Christian Heinrich Adolph Henke († 1843) (I 259) - Hermann Wilhelm Eduard Henke (I 259–260) - Theodor Conrad Carl August Henke (I 261) - Hermann Paul August Otto Henking (I 261) - Georg Carl Wilhelm Henneberg [gen. Charles] (I 262) - Heinrich Georg Henneberg (II 336–337) - Friedrich Christian Ludwig Henneberg (I 262) - Johann Wilhelm Julius Henneberg (I 262–263) - Rudolf Friedrich August Henneberg (I 263) - Wilhelmine Henriette Louise Auguste Henneberg [Minna] (I 263–264) - Otto Henneberger (I 264) - Georg Heinrich Carl Hennecke (I 264) - Henning Bussenschutte (II 337–338) - Henning Werneri (II 338) - Johann Friedrich August von Henninges (I 264) - Georg Heinrich Henrici (I 264–265) - Henriette Christine, Herzogin zu Braunschweig und Lüneburg [Wolfenbüttel] (II 338–339) - Johann Jacob Hentsch (II 339) - Hermann Herbst (I 265) - Reinhard Herdieckerhoff (I 265) - Herimannus (II 339–340) - Hermann, Graf von Schladen (II 340) - Hermann, Graf von Wohldenberg-Harzburg [I.] (II 340–341) - Hermann von Vechelde [II.] (II 341–342) - Hermann von Vechelde [IV.] (II 342) - Hermann von Warberg (II 342–343) - Hermann von Warberg (II 343) - Hermann Pentel (II 343) - Friedrich August Wilhelm Theodor Hermann (I 266) - Karl Heinrich Hermes (I 266) - Hans Herrig (I 266) - Friedrich Christian Ludwig Herrig (I 266–267) - Hans Herse (I 267) - Wilhelm Herse (I 267–268) - Lorenz Hertel (II 344) - Margarete Hertel [Mühe] (I 268) - Samson Herz [Naftali Hirz] (II 344–345) - Friedrich August von Herzberg (I 268–269) - Levi Herzfeld (I 267) | - Emil August Robert Herzig (I 267–268) - Carl Ludwig Theodor Herzog (I 270) - Synsingus Hesse [Vincenz?] (II 345–346) - Wilhelm Hesse (I 270) - Eduard Ludwig August Hessenmüller (I 270–271) - Karl Georg Philipp Hessenmüller (I 271) - Hessi (II 346–347) - Tilemann Heßhusen [Heshusius, Hesshus, Hessus] (II 347–348) - Johann Heinrich August Hettling (I 271) - Adolf Bruno Heinrich Ernst Heusinger (I 271–272) - Bruno Louis Viktor Heusinger (I 272–273) - Ernst Heinrich Christian Heusinger (I 273) - Johann Heusinger (I 273) - Konrad Heusinger (I 273–274) - Lisette Heyde [Lilly] (I 274) - Hezilo, Bischof von Hildesheim [Hettilo, Ethilo] (II 348) - Georg Karl Christian Hermann Heydenreich (I 274–275) - Johann Friedrich Christian Heyer (I 275) - Justus Christian Heinrich Heyer (I 275–276) - Johann Christian Andreas Heym [von] (I 276) - Rudolf Heymann (I 276) - Dorstein Illias Hialtalin [Hjaltelin, Thorstein Elias] (I 276) - Hildebrand van dem Dyke (II 348–349) - Hildebrand von Eltze (II 349) - Hans Hildebrandt [Hilleprant] (II 349–350) - Karl Hildebrandt (I 277) - Carl Gustav von Hille (II 350–351) - Wilhelm Hille (I 277) - Carl Gustav Himly (I 277–278) - Franz Wilhelm Adolf Albert Himstedt (I 278) - Karl von Hinüber (I 278–279) - Hinrik Kokerbeke (II 351) - Adolf Hitler (I 279) - Christian Hoburg [Pseudonyme: Elias Praetorius, Bernhard Baumann, Christianus Montaltus, Andreas Seuberlich] (II 351–352) - Carl Friedrich Christian Hoeck (I 279–280) - Johann Gottfried Hoefer (II 352) - Johann Jacob von Höfler (II 352–353) - Hermann Hoepfner (II 353) - Albert Höft (I 280) - Karl von Hörsten (I 280–281) - August Heinrich Hoffmann von Fallersleben [von Fallersleben, seit 1821] (I 281–282) - Martin Hoffmann (II 353–354) - Ludwig Friedrich August Hoffmeister (I 282) - Daniel Hofmann (II 354) - Jakob Hofmann (I 282–283) - Hermann Louis Karl Hofmeister (I 283) - Werner Hofmeister (I 283–284) - Karl August Otto Hohnstein (I 284) - Friedrich-Wilhelm Holland (I 284) - Ludecke Holland (II 355–356) - Walther von Hollander (I 284–285) - Georg von Holle (II 356–357) - Gottfried Friedrich Ludewig Holle [Louis] (I 285) - Eduard Holste (I 285) - Franz von Holstein (I 285–286) - Elias Holwein (II 357–358) - Andreas Homborg (II 358) - Anna Elisabeth Horenburg [geb. Güldenapfel] (II 358–359) - Anton Ludwig Ernst Horn (I 287–288) - Conrad Horn (II 359) - Franz Christoph Horn [Pseudonyme: J.G. Marquard; Karl Dorner; Friedrich Frei] (I 288) - Gottlieb Friedrich Carl Horn (I 288) - Heinrich Christoph von Horn (II 359–360) - Ludwig Wilhelm Horn (I 288–289) - Hedwig Hornburg (I 289) - Johann Horneburg [Johann VIII. von Lebus] (II 360) - Konrad Hornejus (II 360–361) - Christian Gottlob Horneyer (I 289–290) - Dethard Horst (II 361–362) - Carl August Ferdinand Hostmann (I 290) - Hermann Hoth (I 290–291) - Georg Ferdinand Howaldt (I 291) - Gerhard Hoyermann (I 291) - Hrotsvit von Gandersheim [Hrotsvith, Roswitha] (II 362–363) - Felix Huch (I 292) - Friedrich Georg Edmund Huch (I 292–293) - Ricarda Huch (I 293–294) - Rudolf Huch (I 294) - Philipp Rudolf Hübner (II 363) - Sebastian Huggenberg [Huckenberger, Hugenberg] (II 363) - Hugold (II 363–364) - Georg Hunaeus (I 294–295) - Johann Peter Hundeiker (I 295) - Elias Gerhard Julius Hundeiker (I 295) - Johann Hundertossen (II 364) - Erich Hunold (I 295) - August Ferdinand Hurlebusch (I 295–296) - Conrad Friedrich Jacob Hurlebusch (II 364–365) - Max Joseph Husung (I 296) |

## I
| - Rudolf Ludwig Martin Iglisch (I 297) - Werner Ilberg (I297) - Johann Karl Wilhelm Illiger (I 297–298) - Imerward (II 366–367) | - Imhilde [Einichholt] (II 367) - Anton Albrecht von Imhof [Freiherr] (II 367–368) - Hieronymus Imhof (II 368) - Philipp Ernst Joachim Freiherr von Imhoff (II 368–369) | - Rudolf Christian Reichsfreiherr von Imhoff (II 369–370) - Immed II. [III., Ymmat] (II 370) - Irmgard von Rössing [verh. von Salder] (II 370–371) - Israhel von Halle (II 371–372) |

## J
| - Georg Jabin (I 298) - Johannes Jacobi (II 373) - Israel Jacobson (I 298) - Johann von Jagemann (II 373) - Rudolf Jahns (I 299) - Ernst August Jaime (II 374) - Heinrich Jasper (I 300) - Anton Detlev Jenner (II 375) - Johann Friedrich Wilhelm Jerusalem (II 375) - Karl Wilhelm Jerusalem (II 376) - Friedrich Jeckeln (I 300) - Justus Jeep (I 301) - Ludwig Jeep (I 302) - Walter Jeep (I 302) - Paul Jellinek (I 303) - Friedrich Jelpke (I 303) - Johann Wilhelm Jelpke (II 375) - Wilhelm Jesse (I 303) | - Wilhelm August Ferdinand Fritz Jöde (I 304) - Helmuth Johnsen (I 304) - Johann I. (Braunschweig-Lüneburg) (II 377) - Johann Ember (II 377) - Johann Peperkeller (II 378) - Johann Plettenberg (II 378) - Johann Statwech (II 379) - Johannes Bremer (II 379) - Johannes Busch (II 380) - Johannes Dederoth (II 380) - Johannes Eckerngreve (II 381) - Johannes Meyse (II 381) - Anna Margarethe Jonas (I 305) - Robert Jordan (I 305) - Rudolf Jordan (I 306) - Wilhelm Josephi (I 306) | - Julius (Braunschweig-Wolfenbüttel) (II 386) - Julius August von Braunschweig-Wolfenbüttel (II 387) - Max Jüdel (I 306) - Karl Heinrich Jürgens (I 307) - Otto Jürgens (I 308) - Franz Jüttner (I 308) - August Junke (I 308) - Paul Junke (I 309) - Eduard Justi (I 309) - Jordan (Walkenried) (II 382) - Hieronymus Jordan (II 383) - Jordan von Blankenburg (II 383) - Judith (Äbtissin) (II 384) - Hans Jürgen (Spinnrad) (II 384) - Juliane Marie (II 385) - Joachim Jungius (II 387) |

## K
| - Rudolf Kaefer (I 310) - Erich Otto Willi Kämpfert (I 310) - Georg Wolrat Käse [Wolrath, Wolrad] (II 388) - Johann Caspar Käse (II 388–389) - Erhart Kästner (I 310–311) - Andreas Wilhelm Kahlert (I 311) - Johann Carl Kahnt (I 311–312) - Paul Gerhard Otto Kalberlah (I 312) - Cyriacus Kale (II 389) - Franz Kale (II 389–390) - Hans Kale (II 390) - Georg Kallmeyer (I 312–313) - Friedrich Ludwig Tile von Kalm (I 313) - Jürgen Kalm (II 390–391) - Karl Friedrich H. von Kameke (I 313) - Heinrich von Kampen (II 391) - Hugo Kanter (I 313–314) - Karl I. Herzog zu Braunschweig und Lüneburg [Wolfenbüttel] (II 391–392) - August Karsten (I 314) - Magnus Karsten (II 392–393) - Werner Kastens (I 314) - Johann Bernhard Katterfeld (I 314) - Fritz von Kaufmann (I 314–315) - Adolf Gustav Keck (I 315) - Arno Keil (I 315) - Reinhard Keiser (II 393–394) - Bodewin Claus Eduard Keitel (I 315) - Carl Adolph Otto Keitel (I 315–316) - Wilhelm Bodewin Johann Gustav Keitel (I 316) - Han(n)s Kerrl (I 316–317) - Heinrich Kielhorn (I 317) - Justus Kiepe [Kipius, Kipp, von Kipe] (II 394) - Johann Christof Kind (II 394–395) - Columba King (II 395) - Johann Wolfgang Kipping (II 395) - Balthasar Kircher [Baltzer] (II 395–396) - Johann Friedrich Gottfried Kircher (I 317–318) - Timotheus Kirchner (II 396–397) - Wilhelm Kläger (I 318) - Otto Klages (I 318) - Dietrich Klagges (I 318–319) - Bernhard Klein (II 397) - Hermann Kleinau (I 319–320) - Jürgen von Klencke (II 397–398) - Ludolph Klencke (II 398–399) - Philipp Friedrich Hermann Klencke (I 320) - Leopold von Klenze (I 320–321) - Reinhold Klette (I 321) - Friederike Emilie Anna Klie (I 321–322) - Johann Georg Heinrich Klindworth (I 322) - Friedrich Klinge (I 322–323) - Ernst August Friedrich Klingemann (I 323–324) - Johann Hermann Kloos (I 324) - Willi Kloth (I 325) - Friedrich Ludwig Knapp (I 325–326) - Franz Julius von dem Knesebeck (II 399) - Edmund Carl Anton Knittel (I 326) - Franz Anton Knittel (II 399–400) - Wilhelm Gottlob Knittel (I 326) | - August Wilhelm Knoch (I 326) - Georg Ludolf Otto Knoch (II 400–401) - Emmi Knoche (I 327) - Karl Knoke (I 327) - Georg Christian Knörr [Knorr, von Knörr] (II 401) - Georg Wilhelm Albert Knoll (I 327–328) - Johann Heinrich Friedrich Knolle (I 328) - August Knop (I 328) - Friedrich August Knost (I 328–329) - Gustav Knuth (I 329) - Cornelius Dietrich Koch (II 401–402) - Georg Engelhard Koch (II 402) - Hans Koch (II 402–403) - Heinrich Andreas Koch (II 403–404) - Wilhelm Carl Johann Conrad Koch (I 330) - Johann Moritz Friedrich Koch (I 330) - Friedrich Christian Ludwig Koch (I 330–331) - Johann Georg Christian von Koch (I 331–332) - Paul Koch (I 332) - Robert Koch (I 332) - Rudolf Koch (I 333) - Rudolph von Koch [preuß. Adel seit 1908] (I 333) - Zacharias Koch (II 404) - Karl Georg Heinrich Eduard Köchy (I 333) - Christian Louis Heinrich Köhler (I 334) - Wolfgang Köhler (I 334–335) - Friedrich Wilhelm Ulrich Götz Freiherr von König (I 335) - Konrad König (II 404–405) - Werner König (II 405) - Heinrich Königsdorf (I 335–336) - Ludwig Köpp (I 336) - Johann Daniel Köppel (I 405–406) - Adolf Otto Koeppen (I 336) - Kaspar Körber [Cörber] (II 406) - Thomas Körblein (II 406–407) - Karl Wilhelm Erich Körner (I 336) - Heinrich Friedrich Karl Körner (I 336–337) - Paul Felician Carl Koeßler (I 337) - Johann Christian Koken (I 337) - Friedrich Rudolf Karl Ernst Koken (I 337–338) - Samuel Kokosky (I 338) - Karl Friedrich Ernst Koldewey (I 338) - Friedrich Koldewey (I 338–339) - Robert Koldewey (I 339) - Julius Konegen (I 340) - Konemann [Könemann von Jerxheim] (II 407) - Konrad I. Bischof von Oldenburg-Lübeck (II 407–408) - Konrad I. von Querfurt [Bischof] (II 408) - Konrad Herzog zu Braunschweig und Lüneburg, Bischof von Verden (II 409) - Konrad III., Graf von Everstein [ältere Zählung Konrad IV.] (II 409–410) - Konrad IV., Graf von Everstein (II 410–411) - Konrad [„Pfaffe Konrad“] (II 411) - Konrad (II 411–412) - Konrad von Sachsen [Conradus; Konrad Holzinger, Holthnicker, Holtnyk(h)er] (II 412) - Johan Kopmann [Kaufmann, Johannes] (II 413) - Carl Friedrich Koppe (I 340–341) - Heinrich Gustav Julius Koppe (I 341) - Hermann Korb (II 413–414) | - Georg Ludwig Korfes (I 341) - Otto Korfes (I 341–342) - Johannes Korffer [Korver, Körver] (II 414) - Wilhelm Kornhardt (I 342) - Gustav von Kortzfleisch (I 342) - Levin Carl Christian Kotzebue (II 414–415) - Johannes Krabbe (II 415–416) - Jacob Kracht (II 416) - Christian Friedrich Krämer (I 342) - Friedrich Wilhelm Kraemer (I 343) - Christoph Julius von Krage [Kragen] (II 416–417) - Peter Joseph Krahe (I 343–344) - Peter Theodor Julius Wilhelm Krahe (I 344) - Karl Kraiger (I 344–345) - Arnold Kramer (I 345) - Herbert Kranz [Pseudonyme: Gert Heinz Fischer; Fridolin Peng; Peter Pflug] (I 345) - Helmut Krausnick (I 345–346) - August von Krawehl (I 346) - Hans Krebs (I 346–347) - Herbert Krebs (I 347) - Gerhard Krefft (I 347) - Friedrich Kreiß (I 347–348) - Johann Heinrich Kremp (I 348) - Johann Paul Kress (II 417) - Johann Carl Heinrich Kretschmar (I 348) - Johann Hilarius Krevel (I 348) - Ludwig Krevel (I 348) - Theodor Maximilian August Kristen (I 349) - Johann Anton Kroll von Freyhen (II 418) - Otto Krone (I 349) - Otto Oskar Kurt Kronenberg (I 349–350) - Elisabeth Kronseder (I 350) - Karl Philipp von Kropff [Carl] (I 350) - Georg Theodor August Krüger (I 350–351) - Gustav Krüger (I 351) - Hugo Ludwig Ferdinand Krüger (I 351) - Johann Gottlob Krüger (II 418–419) - Pancratius Krüger [Crugerus] (II 419–420) - Carl Friedrich Wilhelm Krukenberg (I 352) - Peter Krukenberg (I 352) - Christian Friedrich Krull (II 420) - Johann August Krull (I 352–353) - Wilhelm Krumme (I 353) - Gottschalk Kruse (II 420–421) - Gerhard Kubetschek (I 353) - Wilhelm Kübler (I 354) - Werner Küchenthal (I 354–355) - Karl Ludwig August Kühne (I 355) - Johannes Albrecht Theodor Kühne (I 355) - Hans Künkel (I 355–356) - Hermann August Karl Künne (I 356) - August Hermann Theodor Kuhn (I 356) - Adolf-Artur Kuhnert (I 357) - Wilhelm Kulemann (I 357) - August Wilhelm Kuntzen (I 357) - Johann Sigismund Kusser (II 421) - Karl Heinrich Ludwig Kybitz (I 358) |

## L
| - Carl Ludolph Friedrich Lachmann (I 359) - Karl Friedrich Theodor Lachmann (I 359) - Franz Heinrich August Lachmann (I 359–360) - Karl Konrad Friedrich Wilhelm Lachmann (I 360) - Heinrich Wilhelm Ludolf Lachmann (I 360–361) - Franz Friedrich Lachmund (I 361) - Heinrich Conrad August Lachmund (I 361–362) - Emmi Lademann (I 362) - Joachim Läger [Leger, Legel] (II 422) - August Heinrich Julius Lafontaine (I 362–363) - Ludolph Ernst Andreas Lafontaine (I 422–423) - Hermann Lagershausen (I 363) - Hermann Heinrich August Lagershausen (I 363) - Heinrich August Wilhelm Lagershausen (I 363–364) - Samuel Lambelet (II 423) - Andreas Lambrecht (I 364) - Bernhard Lambrecht (I 364) - Friedrich Lambrecht (I 364–365) - Auctor Lampadius [Lampe, Autor] (II 423–424) - Jakob Lampadius [Lampe] (II 424–425) - Wilhelm August Lampadius (I 365) - Hans Lampe (II 425) - Heinrich Lampe (II 425–426) - Anna Landmann (II 426–427) - Gerhard Landmann (I 365–366) - Karl Christian Alexander Bruno Lange (I 366) - Friedrich Anton Ludwig Lange (I 366) - Karl Friedrich Wilhelm Lange (I 366–367) - Emil Langen (I 367) - Franz Philipp von Langen (II 427) - Johann Georg von Langen (II 427–428) - Heinrich Langenbeck (II 428–429) - Ernst Theodor Langer (I 368) - Gustav Adolf Langer (I 368–369) - Jakob Friedrich Langerfeldt (I 369) - Gustav Anton Friedrich Langerfeldt (I 369–370) - Konrad Hermann Friedrich Langerfeldt (I 370) - Christian Gottlob Langwagen (I 370) - Carl Ludwig von Lasperg (II 429) - Carl Christoph Hermann Lattemann (I 370–371) - Friedrich Lattmann (I 371) - Julius Lattmann (I 371) - Georg Burkhard Lauterbach (II 429–430) - Johann Balthasar Lauterbach (II 430) - Hartmann Lauterbacher (I 371–372) - Claude Le Beau (II 430–431) - Hieronymus Julius Leber (I 372) - Johann Lechel (II 431) - Adolf Ledebur (I 372) - Helma Leffler (I 373) - Paul Legband (I 373) - Paul Lehmann (I 373–374) - Johann Ludwig August Leibrock (I 374) - Gustav Adolf Friedrich August Leibrock (I 374) - Gottfried Wilhelm Leibniz (II 431–432) - Ludwig Leichtweiß (I 374–375) - Johann Anton Leisewitz (I 375) | - Christian Leiste (I 375–376) - Johann Christian Leiste (I 376) - Johannes Leistikow (I 376) - Karl Friedrich Johannes Leitzen [Hans] (I 376–377) - Ludwig Gustav Constantin Lemcke (I 377) - Friedrich Carl Wilhelm Lemme (I 377) - Carl Georg Heinrich Lentz (I 377) - Ernst Heinrich Anton Lentz (I 377–378) - Leopold Herzog zu Braunschweig und Lüneburg [Maximilian Julius Leopold, Wolfenbüttel] (II 432–434) - Walter Lerche (I 378) - Heinrich Lessen [d. Ä.] (II 434) - Jobst Heinrich Lessen [d. J.] (II 434) - Gotthold Ephraim Lessing (II 435–437) - Johannes Letzner (II 437–438) - Michael Gunther Leuckart (II 438) - Karl Georg Friedrich Rudolf Leuckart (I 378–379) - Johann Georg Leuckfeld (II 438–439) - Carl Georg Christian Leverkühn (I 379) - Louis Levin (I 379–380) - Georg Dietrich Leÿding [Leyding, Leiding, Jürgen Dietrich] (II 439–440) - Augustin von Leyser (II 440–441) - Polykarp Leyser (II 441–442) - Polykarp Leyser IV. [Lyser] (II 442–443) - Anton August Heinrich Lichtenstein (I 380) - Georg Rudolph Lichtenstein (I 380–381) - Joachim Dietrich Lichtenstein (II 443) - Duncan Liddel [Liddellicus] (II 443–444) - Friedrich von Liebe (I 381) - Viktor Friedrich August von Liebe (I 381–382) - Hellmut Ottomar Friedrich Lieberg (I 382) - Amalie Luise Henriette Liebhaber [Pseudonym: Amalie Louise] (I 382) - Bernhard Liebold (I 382–383) - Johannes Theodor Gustav Natalius Anton Lieff (I 383) - Ephraim Moses Lilien (I 383–384) - Jeromine Joseph Geoffroy Limon-Hallwin [Baron] (II 444) - Catharina Margaretha Linck [Rosenstengel, Anastasius Lagrantinus] (II 445) - Carl Emil Paul Lincke (I 384) - Rudolf Lindau (I 384) - Daniel Lindtmayer [Lindmeier, Lindemeier, Lindenmeier] (II 445–446) - Otto Linde (I 384–385) - Franz Linke (I 385) - Georg Graf und Edler Herr zur Lippe (II 446) - Lippold von Rössing [von Hohenbüchen, Ritter] (II 446–447) - Henry Charles Litolff (I 385) - Johann Theodor Leonhard Louis Litolff (I 385–386) - Adam Liquier [Liquir, Lecuir] (II 447–448) - Anna Rosina Lisiewska [de Gasc] (II 448) - Liudger [Bischof] (II 448–449) - Liudolf, Herzog in Sachsen (II 449) - Liudolf, Graf von Braunschweig, Graf im Derlingau und im Gudingau (II 449–450) - Liutbirg [Luitbirg, Lutbirg, Heilige] (II 450–451) - Carl Gerhard Wilhelm Lodtmann (II 451) - Robert Richard Alfred Löbbecke (I 386) - Elisabeth Amalie Juliane Löbbecke [geb. Henneberg] (I 386) | - Luise Löbbecke (I 386–387) - Georg Engelhardt von Löhneiß (II 451–452) - Kurt Eugen Löhner (I 387) - Karl Otto Adolf Heinrich Freiherr von Löhneysen (I 387) - Anna Löhr (I 387–388) - August Löhr (I 388) - Hanns Löhr (I 388–389) - Rudolf Löhr (I 389) - Johann Karl Wilhelm Löhrs (I 389) - Wilhelm Friedrich Loeper (I 389–390) - Ludwig Löser (I 390) - Johann Jakob Löwe von Eisenach (II 452–453) - Johann Friedrich Löwen (II 453–454) - Trine Loges (II 454) - Georg Lohmann (II 454–455) - Longinus [heiliger] (II 455) - Johann Adam Lonicerus (II 455–456) - Lothar III. von Süpplingenburg [deutscher Kaiser] (II 456–457) - Erich Walter Lotz (I 390–391) - Egmont Lucius (I 391) - Jakob Lucius [d. Ä.] (II 457) - Jakob Lucius [d. J.] (II 457) - Johanna Caroline Amalie Ludecus [geb. von Kotzebue; Pseudonym: Amalie (von) Berg] (I 391) - Ludolf [d. J.] (II 457–458) - Ludolf von Dahlum [I.] (II 458) - Ludolf von Esbeck (II 458–459) - Ludolf Quirre (II 459) - Ludolph Borchdorp [d. Ä.] (II 460) - Ludolphus Borchdorp [de Brunswik] [d. J.] (II 460) - Ludolph von Sickte [de Tzikte, de Scicte] (II 460–461) - Ludwig Rudolf Herzog zu Braunschweig und Lüneburg [Wolfenbüttel] (II 461–462) - Ludwig Ernst Herzog zu Braunschweig und Lüneburg [Wolfenbüttel] (II 462–463) - Anton Reinhold Wilhelm Liebig Edler von Lübeck (I 392) - Urban Dietrich Lüdecke [von] (II 463) - Christian Heinrich Friedrich Lüders (I 392) - Johann Lüders [Luderus] (II 463–464) - Justus Lüders (II 464–465) - Ludwig Lüders (I 392–393) - Anton Rudolf Wilhelm Ferdinand Lüderßen (I 393) - Johann Balthasar Lüderwald (II 465) - Hermann Lühmann (I 393) - Joachim Lütkemann (II 465–466) - Joachim Luhn [Luhne] (II 466–467) - Luise Amalie Prinzessin von Preußen [geb. Herzogin zu Braunschweig und Lüneburg, Wolfenbüttel] (II 467–468) - Anton Carl Luplau (II 468) - Luther von Braunschweig (II 468–469) - Gottlieb Luther (I 393) - Hugo Luther (I 393–394) - Stephan Luther (I 394) - Johann Heinrich Lutterloh (II 469) - Otto Lutz (I 394) - Wilhelm von Lysfelt (II 469–470) |

## M
| - Friedrich Thilo Maatsch (I 395) - Heinrich Mack (I 395) - Ferdinand Mackeldey (I 395–396) - Friedrich Anton Ernst Mackensen (I 396) - Georg Mackensen (I 396–397) - Georg Anton Mackensen (I 397–398) - Heinrich Friedrich Karl Mackensen [Fritz] (I 398) - Otto Mackensen (I 398–399) - Wilhelm Friedrich August Mackensen (I 399) (II 471) - Carl Wilhelm Rudolf Mackensen von Astfeld [seit 1888] (I 399) - Joachim Johann Mader (II 471) - Georg Samuel Madihn (II 471–472) - Ludwig Gottfried Madihn (I 399) - Johann Ulrich Mäntz [Mantz, Maintz, Mayntz] (II 472) - Magnus I. der Fromme, Herzog zu Braunschweig und Lüneburg (II 472–473) - Magnus II. Torquatus, Herzog zu Braunschweig und Lüneburg [mit der Kette] (II 473–474) - Adolf Märklin (I 399) - Bertha Magnus [geb. Rebecka Oppenheimer] (I 400) - Otto Mahler (I 400) - August Christian Ludwig Mahn (I 400) - Christian Reinhard Mahrenholz [Christhard] (I 401) - Gerhard von Mahrenholz (II 474) - Thomas Mancinus [Menckin, Mencken] (II 474–475) - Ernst von Mandelsloh (II 475–476) - David Magnus Mansfeld (I 401) - Philipp Mansfeld (I 401) - Richard Mansfeld (I 401–402) - Wilhelm Mansfeld [sen.] (I 402) - Wilhelm Mansfeld [jun.] (I 402–403) - Asche Christoph, Reichsfreiherr von Marenholtz (II 476–477) - Maria von Brabant [⚭ Kaiser Otto IV.] (II 478) - Margarete Gräfin von Henneberg [geb. Herzogin von Braunschweig und Lüneburg] (II 477–478) - Gerhard August Marquordt (I 403) - Cornelius Martini (II 478–479) - Otto Erwin Marx (I 403–404) - Gottfried Mascop [Maskopp, Maschop, Maescop, Mascopius] (II 479) - Peter Maß (II 480) - Curt Mast (I 404–405) - Walter Mast (I 405) - Mathilde die „Heilige“ [Immedingerin, ostfränkisch-deutsche Königin] (II 480) - Mathilde Herzogin von Sachsen und Bayern (II 480–481) - Marie Mathis (I 405–406) - Helene Matthies (I 406) - Jakob Mauvillon (II 481–483) - Emil Mechau (I 406) - Mechthild Herzogin zu Braunschweig und Lüneburg [geb. Markgräfin von Brandenburg, Askanierin] (II483) - Mechthild I. [von Wohldenberg, Äbtissin] (II 483–484) - Mechthild von Warberg (II 484) - Mechthild von Warberg (II 484) - Johann Albrecht Herzog von Mecklenburg (I 406) - Franz August Ludolf Meding (I 407) - Nikolaus Medler (II 484–485) - Heinrich Meibom [Maybaum, Meibomius, d. Ä.] (II 485–487) - Heinrich Meibom [d. J.] (II 487) - Johann Heinrich Meibom [Maybaum, Meibomius] (II 487–488) - Gesche Meiburg [Magdeburg, Meideborges, Geßke] (II 488–489) - Bartold Meier [Meyer] (II 489) - Berthold Meier [Abt von St. Aegidien] (II490) | - Ludwig Arnold Ernst von Meier (I 407) - Gebhardt Theodor Meier (II 490–491) - Heinrich Meier (I 407–408) - Johann Meier (II 491) - Paul Jonas Meier (I 408) - Jakob Meierheine [Meirheine, Marheine, Rademacher] (II 491–492) - Johann Nicolaus Meinhard [Gemeinhard] (II 492) - Hans Meisner [Miesener, Mießner, Missener] (II 492–493) - Johann Christoph Meißner (II 493) - Anastasius Ludwig Mencken (I 408) - Joseph Mendelsohn [Mendelssohn] (I 408–409) - Salomon Mendelsohn [Mendelssohn] (I 409) - Hermann Menge (I 409–410) - Cord Mente [Cordt, Curd, d. Ä.] (II 494) - Hinrik Mente [d. J.] (II 495) - Rosina Elisabeth Menten [Mente, Menthe, Rosine, Madame Rudolphine] (II 495) - Fritz Menzel (I 410) - August Merges (I 410) - Thomas Merten (II 495–496) - Felix Meseck (I 410–411) - Johann Albert Gottlieb Methfessel [Albrecht] (I 411) - Thomas Metzner (II 496) - Friedrich Wilhelm Meves (I 411–412) - Wilhelm Meves [Mewes] (I 412) - Fritz Meyen (I 412–413) - Christian Ludewig Meyer (II 496–497) - Friedrich Meyer (I 413) - Friedrich Wilhelm Meyer (II 497) - Fritz Leonhard Andreas Meyer (I 413) - Georg Christian Carl Meyer (I 413–414) - Gerhard Meyer (I 414) - Gerhard Lucas Meyer (I 414) - Gottfried Martin Meyer (I 414) - Heinrich Meyer (I 415) - Heinrich Wilhelm Meyer (II 497) - Heiso Meyer (II 497–498) - Julius Meyer (I 415) - Karl Meyer (I 415–416) - Kurt Meyer [Panzermeyer] (I 416) - Christian Ludwig Philipp Meyer (I 416) - Max Wilhelm Meyer (I 417) - Heinrich K. W. Meyer-Benfey (I 417) - Kurt Meyer-Rotermund (I 417) - Johanne Hermine Theodore Louise Meyerhoff (I 417–418) - Heinrich Bernhard Conrad Meyeringh (I 418) - Gustav von Meyern-Hohenberg (I 418) - Bernhard Meyersfeld (I 418–419) - Michael von Broda (II 498) - Michel von Derenburg (II 499) - Karl Mielcke (I 419) - Gustav Milchsack (I 419–420) - Bernhard von Mila [Myla, Mühlen] (II 499–500) - Heinrich Freiherr von Minnigerode (I 420) - Wilhelm Freiherr von Minnigerode (I 420) - Johann Hermann Mitgau [Joannes] (I 420–421) - Francesco Mitta (II 500) - Carl Emil Max Möller (I 421) - Joachim Mörlin (II 500–501) - Karl-Heinz Möseler (I 421–422) - Kurt Mohr (I 422) - Rudolf August Mohr (II 501–502) | - Gerhard Wolter Molanus [van der Muelen, Molan, Gerardus Wolterus] (II 502) - Louis August Otto Emil Moldenhauer (I 422–423) - Johann Carl Moll (I 423) - Heinz Mollenhauer (I 423–424) - Karl Brandan Mollweide (I 424) - Mordechai ben Hillel [Mardochai] (II 502–503) - Heinz Morgenstern (I 424–425) - Moritz Graf von Sachsen (II 503–504) - Carl August Moritz (I 425) - Karl Philipp Moritz (II 504) - Johann Lorenz Mosheim [Mosheimb, Moshemius, Lorentz von] (II 504–505) - Franz Mügge (I 425) - Otto Mühlbrecht (I 425) - Hans Mühle (I 426) - Johann Andreas Christian Mühlenhoff (I 426) - Carl Mühlenpfordt (I 426) - Julius Mühling (I 426–427) - Adolf Ernst Theodor Müller (I 427) - Müller (Musikerfamilie) (I 427–428) - Ägidius Christoph Müller (I 427) - Franz Ferdinand Georg Müller (I 427) - Theodor Heinrich Gustav Müller (I 427) - Karl Friedrich Müller (I 427) - August Theodor Müller (I 427–428) - Bernhard Müller (I 428) - Hugo Müller (I 428) - Karl Müller-Berghaus (I 428) - Wilhelm Müller (I 428) - Hermann Friedrich Müller (I 428) - Johann Jakob Müller (II 505–506) - Johann Samuel Müller (II 506–507) - Joseph Müller (I 429) - Michael Müller (I 429) - Theodor Müller (I 429) - Theodor Müller (I 429–430) - Wilhelm Konrad Hermann Müller (I 430) - Karl von Müller-Emden (I 430–431) - Maximilian Müller-Jabusch (I 431) - Busso von Münchhausen (II 507) - Hieronymus von Münchhausen (II 507–508) - Hilmar von Münchhausen [Freiherr] (II 508–509) - Karl Friedrich Hieronymus von Münchhausen (II 509–510) - Levin Friedrich Ernst von Münchhausen (II 510) - Statius von Münchhausen (II 510–511) - Thomas Müntzer (II 511–512) - Carl Eugen Justus Julius Mulert (I 431–432) - Willy Mull (I 432) - Eduard Hugo Mund (I 432) - Gert Emil Hans Munte (I 432) - Herbert Munte (I 432–433) - Floris van der Mürtel [Mordell, Mortell, Murtell] (II 512–513) - Christian Mumme (II 513) - Mummekind (II 513–514) - Peter Musäus (II 514) - Johann Elias Mutterstadt (II 514–515) - Franz Mutzeltin (II 515) - Adrian von Mynsicht [S(e)umenicht; Tribudenius, Hinricus Madathanus, Harmannus Datichius] (II 515–516) - Joachim Mynsinger von Frundeck [Münsinger, Minsinger] (II 516–517) |

## N
| - Albine Nagel (I 434) - Albert Julius Maria Clemens Natalis (I 434–435) - Friedrich Natalis (I 435) - Robert Wilhelm Naumann (I 435) - Carl Johann Eduard Nebe (I 436) - Günther Nebelung (I 436) - Wilhelm Neddermeier (I 436) - Adelheid Neddermeyer (II 518) - Emil Otto Hermann Neddermeyer (I 437) - Hermann Neddermeyer (I 437) - Carl Wilhelm Alfred Nehring (I 437–438) - Adolph Nehrkorn (I 438) - Albert Nehrkorn (I 438) - Johannes Nendorf (II 518–519) - Georg Nessler [Nistler] (II 519) - Kurt Ernst Friedrich Richard Neubauer (I 438–439) - Friederike Caroline Neuber [„Neuberin“] (II 519–520) - Barthold Neuhaus [Nihusius] (II 520–521) | - Albert Franz Ludwig Neukirch (I 439) - Melchior Neukirch [Neophanius] (II 521) - Johann Heinrich Engelbert Neumann (I 439) - Heinrich Georg Neuss [Nyssenius] (II 521–522) - Karl Neuß (I 439–440) - Hermann Neuwalt [Neuwaltt, Neuwald] (II 522–523) - Peter Josef Neyron (I 440) - Rudolf Nickel (I 440) - Karl Friedrich Adolf Nickol [eigentlich Nickel] (I 440) - Friedrich Bernhard Gottfried Nicolai (I 440–441) - Karl Ludwig Nicolai [Carl] (I 441) - Filippo Nicolini (II 523–524) - August Heinrich Niedmann (I 441) - Carl Martin Christian Niedmann [später: Karl Christian Friedrich] (I 441) - Johann Niekamp (II 524) - Albert Friedrich Emil Niemann (I 441–442) - August Fritz Albert Wilhelm Niemann (I 442) - Ludwig Nieper (I 442–443) | - Antonius Niger [Nigrinus; Melas, Mela] (II 524–525) - Herman Niger (II 525) - Nikolaus [Nicholaus, Nicolò, Nicolai, Nicolao] (II 525–526) - Franz Niquet (I 443) - Georg Nitsch (II 526) - Johann Friedrich Nolte [Noltenius] (II 526–527) - Johannes Nolte (II 527–528) - Paul Martin Nolte [Noltenius] (II 528) - Rudolf August Nolte [Nolten, Noltenius] (II 528–529) - Anton van Norden (I 443) - August Wilhelm von Nordenfels [Fleischer] (I 443–444) - Heinrich Nordhoff (I 444) - Hermann Nordmann (I 444–445) - Otto Nordmann (I 445) - Johann Heinrich Ernst Gustav von Normann (I 445–446) - Carl Wilhelm Nose (I 446) |

## O
| - Burchard von Oberg (II 530) - Wulbrand von Oberg (II 530–531) - Henning Ochsenkopf (II 531) - Johann Philipp Odelem [Odelen, Irenophilus, Anonymus Christianus] (II 531–532) - Johann Heinrich Oden (II 532) - Johann Ludwig Oeder (II 532–533) - Ernst August Oeding (I 447) - Philipp Wilhelm Oeding [Guillaume] (II 533) - Walter Oehler (I 447) - Ambrosius von Oelde (II 533–534) - Josef Oerter [Sepp] (I 447–448) - Franz Carl Julius Oesterreich [von] (I 448) - Georg Österreich (II 534–535) - Johann Wilhelm Oesterreich (I 448) - Adam Offinger (II 535) - John Ogilvie (II 535–536) | - Georg Oldecop (II 536) - Justus Oldecop [Oldekop, Oldenkopp, Just, Jost] (II 536–537) - Philipp Andreas Oldenburger (II 537) - Johannes Olearius (II 538) - Tobias Olfen (II 538) - Johann Elias Olfermann (I 449) - Johann Heinrich Julius Oppermann (I 449–450) - Johann Ernst Elias Orfyree [Orffyreus, eigentlich Bessler] (II 539) - Bernhard Ornstein (I 450) - Karl Johann Ernst Orth (I 450) - Otto Friedrich Heinrich Orth (I 451) - Bernhard Osann (I 451) - Rosa von der Osten-Hildebrandt [geb. Hildebrandt] (I 451) - Max Osterloh (I 451–452) - Carl Theodor Ottmer (I 452) - Otto IV. (II 539–540) - Otto Herzog in Sachsen [der Erlauchte] (II 540–541) | - Otto I. von Northeim (II 541) - Otto I. Herzog zu Braunschweig und Lüneburg [das Kind] (II 541–542) - Otto der Milde Herzog zu Braunschweig und Lüneburg (II 542–543) - Otto der Quade Herzog zu Braunschweig und Lüneburg (II 543) - Otto Herzog zu Braunschweig-Lüneburg [Erzbischof] (II 543–544) - Otto Graf von Wohldenberg (II 544) - Karl Friedrich Wilhelm Albert von Otto (I 452–453) - Friedrich Julius Otto (I 453–454) - Robert Friedrich Wilhelm Otto (I 454) - Carl Louis Rudolf Otto (I 454–455) - Karoline Christiane Otto-Thate (I 455) - August Otto-Walster [Pseudonym: Dr. Theodor Giftschnabel, Dr. Holofernes Honigschnabel] (I 455) - Andreas Overbeck (II 544–545) - Adolph Overham (II 545–546) - Gregor Overham (II 546) - Heinrich Overkotte [Ovekate, Henrich] (II 547) |

## P
| - Carl Palmer (I 456) - Ottmer (sic) Georg Christian Werner Palmer (I 456) - Ludwig Pape (I 457) - Johann Carl Theodor Ernst Papée (I 457) - Gottfried Heinrich zu Pappenheim (II 548) - Günter Paul Bernhard Paslat (I 457) - Christian Franz Paullini (II 549) - Erich Paulun (I 457) - Paulus von Prag (II 550) - Tobias Paurmeister von Kochstedt (II 551) - Andreas Pawel (1544–1590) (II 552) - Andreas Pawel (1574–1654) (II 552) - Gerke Pawel (II 552) - Magnus Pegel (II 553) - Hans Pelt (II 554) - Martin Peltier de Belfort (II 554) - Giacomo Perinetti (II 555) - Johann Georg Pertsch (II 556) - Johann Lucas Pestorf (II 556) - Carl Peters (I 458) - Friedrich Peters (II 557) - Heinrich Anton Petersen (II 558) - Heinrich Petreus (II 558) | - Victor Friedrich Leberecht Petri (I 458) - Wilhelm Karl Petzold (I 458) - Bernward Peumann (II 559) - Johann Peyn (II 559) - Hermann Rudolph Karl George Pfaff (I 458) - Hans Peter Pfaff (I 459) - Kaspar Pfaffrad (II 560) - Anna Margareta Pfeffer (II 560) - Georg Heinrich Pfeiffer (II 561) - Wilhelm Johannes Pfeifer (I 459) - Friedrich Wilhelm Pfeiffer (I 459) - Carl Paul Pfleiderer (I 459) - Philipp Magnus, Herzog zu Braunschweig und Lüneburg (II 561) - Philipp Sigismund von Braunschweig-Wolfenbüttel (II 562) - Heinrich Piccart (II 563) - Heinrich Julius Ernst Traugott Pilf (I 460) - Wilhelm Karl August Franz Pillmann (I 460) - Ernst Ludwig Theodor Albert Pini (I 461) - Christian Karl Dietrich Pirscher (I 461) - Gottlieb Martin Wilhelm Plappert (I 461) - Paul Pleiger (I 461) - Bernhard Plockhorst (I 462) - Agnes Wilhelmine Luise Pockels (I 462) | - August Pockels (I 463) - Caroline Henriette Christine Pockels (I 464) - Karl Friedrich Pockels (I 464) - Wilhelm Johann Baptist Pockels (I 465) - Carl Pohlig (I 465) - Emil Pommer (I 466) - Ferdinand Porsche (I 466) - David Julius Pott (I 467) - Karl Philip August Pott (I 467) - Poppo I. von Blankenburg (II 563) - Michael Praetorius (II 564) - Carl von Praun (I 467) - Georg Septimus Andreas von Praun (II 565) - Tilla von Praun (I 467) - Carl Wilhelm Hermann Preen (I 468) - Barbara Helena Preisler (II 566) - August Albert Preuß (I 469) - Albrecht Friedrich Wilhelm Nikolaus von Preußen (I 469) - Elisabeth Christine Ulrike von Preußen (I 470) - Ludwig Probst (I 470) - Philipp Ludwig Probst (II 566) - Heinrich Pumme (II 567) - Erich Wilhelm Julius Freiherr Gans Edler Herr zu Putlitz (II 470) |

## Q
| - Adolf Quensen (I 471) - August Querfurt (II 569) - Tobias Querfurt (II 569–570) | - Georg Heinrich Karl Querfurth (I 471) - Heinrich Querner (I 471) - Johann Christian Querner [d. J.] (II 570–571) | - Magnus de Quitter [Quitters, Quittert, Quiter] (II 571) |

## R
| - August Heinrich Raabe (I 472) - Gustav Carl Maximilian Raabe (I 472) - Margarethe Karoline Auguste Edmunde Raabe (I 472–473) - Wilhelm Karl Raabe [Pseudonym: Jakob Corvinus] (I 473–474) - Samuel R. Rachel [Rachelius] (II 572) - Joseph Maria Ernst Christian Wilhelm von Radowitz (I 474) - Johann Georg Konrad Räber von Rodenberg (I 474–475) - Wilhelm de Raet (II 572–573) - Friedrich Rahlves (I 475) - Johann Friedrich Ernst Rahnen [Rahne] (II 573) - Anton Raky (I 475–476) - Otto Ralfs (I 476) - Friedrich Karl Ernst Ramien [Fritz] (I 476) - Heinrich Rappost [Rapost, Rappes, Rappusch] (II 573–574) - Tilemann Rasche aus Zierenberg [Zierenberger, Zierenberg, Ornatomontanus, Telomonius] (II 574) - Johann Georg Gustav von Rauch (I 477) - Wilhelm Heinrich Erich Rauls (I 477) - Anna von Rautenberg (II 574–575) - Carl Eduard Heinrich Theodor Rautmann (I 477–478) - Minette Rautmann-Wegmann (I 778) - Friedrich Louis Rebbeling (I 478) - August Emil Philipp Friedrich Reck (I 478–479) - Norbert Ernst Regensburger [Nathan] (I 479) - Philipp Julius Rehtmeyer (II 575) - Elias Caspar Reichard (II 575–576) - Johanne Wilhelmine Siegmundine Reichard [geb. Schmidt] (I 479–480) - Bartold Reiche [Reich] (II 576) - Theodor Reiche (I 480) - Johann Gottlieb Gottlob Leonhard Baron von Reichel (II 577–578) - Elisabeth Sophia Reichenbach [geb. Conrig; Conringin] (II 578) - Kurt Werner Friedrich Reidemeister (I 480) - Leopold Reidemeister (I 481) - Georg Johann Gerhard von Reimann (I 481) - Reiner Reineccius [Reynecke, Reinhard] (II 579–580) - Georg Friedrich Ludwig Reinecke (I 481) - Johann Friedrich Reinecke [Reineke] (II 580–581) - Karl Reinhard [von] (I 481–482) - Anton Reinhardt (II 581) - Otto Ferdinand Johann Reinke (I 482) - Lippmann Wolff Reis (I 482–483) - Ernestine Christine Reiske [geb. Müller] (II 581–582) - Johannes Reiske (II 582) - Julius August Remer (I 483) | - Wilhelm Remmen (II 582–583) - Johann Rempen [Rempe] (II 583–584) - Anton Erich Renzsch [Rentsch] (II 584) - Friedrich Rese (I 483) - Johann Heinrich Ress (I 483) - Hugo Retemeyer (I 484) - Johannes von Reuschenberg [falsch: Rauschenberg, Ruschenberg] (II 584–585) - Carl Reuß [Karl] (I 484) - Friedrich Franz Karl Albert von Rhamm (I 484–485) - Eduard Karl Friedrich Wilhelm Rhamm (I 485–486) - Paul Rheinländer (I 486) - Johannes Rhenanus (II 585) - Johann Gottfried Rhese (II 585–586) - August Wilhelm von Rhetz (II 586–587) - Lorenz Rhodoman [Rhodomannus, Rosenmann, Laurentius] (II 587) - Friedrich Wilhelm Christian Johann Ribbentrop [von] (I 486–487) - Heinrich Gottlieb Friedrich Ribbentrop (I 487) - Philip Christian Ribbentrop (II 587–588) - Richbert von Süpplingenburg (II 588) - Richenza von Northeim [Kaiserin] (II 588–589) - Friedrich Wilhelm Richter (II 589) - Johann Riebling (II 589–590) - Hermann Riedel (I 487–488) - Friedrich Adolf von Riedesel Freiherr zu Eisenbach (I 488) - Friederike Charlotte Louise von Riedesel Freifrau zu Eisenbach (I 488–489) - Herman Riegel (I 489) - Heinrich Rieke (I 489) - Kuno Rieke (I 489–490) - Wilhelm Rieke (I 490) - Christian August Riekel (I 490–491) - Ernst Friedrich August Rietschel (I 491) - Ludwig Arnold Rimpau (I 491–492) - Theodor Hermann Rimpau (I 492) - Georg Willi Rimpau [Wilhelm] (I 492) - Wilhelm Ripe (I 493) - Kurt Rissling (I 493) - Konrad Rittershausen [Rittershusius] (II 590–591) - Michael Ritthaler (II 591–592) - Friedrich Wilhelm Hermann Ritzau (I 493) - August Ludwig von Rochau (I 493–494) - Heinrich Rodenstein (I 494–495) - Hans Heinrich Eduard Röer [Roer] (I 495) - Max Julius Adolf Röer (I 495) - Friedrich Adolph Roemer (I 495–496) | - Jakob Ludwig Roemer (I 496) - Max Römer (I 496) - Heinrich Rönneburg (I 496–497) - Willy Karl Theodor Ludwig Röpcke (I 497) - Friedrich Karl Wilhelm Röpke (I 497–498) - Valentin Röther (II 592) - Hans Röttger (II 592–593) - Jürgen Röttger (II 593) - Rudolf Röttger (I 498) - Carl Heinrich Christian Rohde (I 498) - Otto Rohkamm (I 498–499) - Albert Rohloff (I 499) - Hugo du Roi (I 499) - Julius Georg Paul du Roi (I 500) - Georg August Wilhelm du Roi (I 500) - Anna Roleff [Roleffes, Tempel Anneke] (II 593–594) - Christian Jeremias Rollin (II 594) - Ernst August Roloff (I 500–501) - Ernst M. Roloff (I 501) - Johann Christoph Rombrich (II 594–595) - Erwin Rommel (I 501) - Franz de Rontzier (II 595) - Johann Rosenmüller (II 595–596) - Theodor Georg August Roose (I 501–502) - Karl Rose (I 502) - Franz Rosenbruch (I 502–503) - Erich Emil Hermann Rosendahl (I 503) - Gerson Rosenstein (I 503) - Ernst Rost (I 503–504) - Walter Adolf Roth (I 504) - Karl Emil Rothe (I 505) - Franz Ignatius Rothfischer [Gregorius] (II 596) - Abraham Joseph Rothschild (I 505) - Johann Royer (II 597–598) - Louise Ernestine Wilhelmine Rudloff von Rochau (I 505) - Rudolf I. [Bischof] (II598) - Rudolf August Herzog zu Braunschweig und Lüneburg (II 598–599) - Hans Eduard Wilhelm Rudolphi (I 505–506) - Ilse Rüder (I 506) - Gustav Rüggeberg (I 506) - Hildebrand Giseler Rumann (II 599–600) - Johannes Runge (I 506–507) - Paul von Rutenberg [Ruttenberg, Rautenberg] (II 600) - Franz von Ržiha (I 507) |

## S
| - Gottfried Wilhelm Sacer (II 601) - David Sachse (II 601–602) - Anna Amalia von Sachsen-Weimar-Eisenach (I 508–509) - Karl Wilhelm Sack [Carl] (I 509) - Jacobus Sackmann [Sackman] (II 602–603) - Thomas Sackville [Sachenvill, Sachevill, Saxfield] (II 603) - Ferdinand Saffe (I 509–510) - Kaspar Sagittarius (II 604) - Ilse von Salder [Saldern] (II 604–605) - Christian August Salig (II 605–606) - Karl Heinrich Ludwig Eduard Sallentien (I 510) - Karl Ludwig Ferdinand Sallentien (I 510) - Johann Freiherr von Salvius [Adler] (II 606) - Carl Ernst Albrecht Salzenberg (I 510–511) - Philipp Samson (I 511) - Autor Sander (II 606–607) - Christoph Sander [d. Ä.] (II 607–608) - Ernst Sander (I 511–512) - Johannes Sanders (II 608–609) - Wilhelm Sandfuchs (I 512) - Johann Heinrich Balthasar Sang (II 609) - Aegidius Basilius Sattler (II 609–610) - Heinrich Sattler (I 512) - Johannes Saubert [d. J.] (II 610–611) - Rosalie Gräfin Sauerma von Zülzendorf (I 512–513) - Theodor Schacht (I 513) - Johann Georg Wilhelm Schachtrupp (I 513) - Hans Christian von Schack (II 611–612) - Friedrich Johannes Schäfer (I 513–514) - Hermann Julius Schaefer (I 514) - Axel Schaffeld (I 514) - Eduard Ludolf Schall (I 514–515) - Alfred Schaper (I 515) - Erich Schaper (I 515) - Johann Christoph Schaper [von] (II 612) - Georg Scharfenberg [Scharffenberg] (II 612–613) - Johann Heinrich Scharff (II 613–614) - Adolf Friedrich Scheffler (I 516) - August Christian Wilhelm Hermann Scheffler (I 516) - Karl Ludwig Franz Theodor Scheffler (I 516) - Adolf Scheibe (I 516–517) - Karl Friedrich Arend Scheller (I 517) - Albert Schelz (I 517–518) - Günther Christoph Schelhammer (II 614–615) - Maria Sophia Schelhammer [geb. Conring] (II 615) - Johann Schelle (II 615) - Esaias Scheller (II 615–616) - Hermann Scheller (II 616–617) - Cord van Scheppenstede (II 617) - Christian Scherer (I 518) - Lorenz Scheurl [Scheuerle, Scheurlin, Schyrius] (II 617–618) - Emilie „Emmy“ Scheyer [Galka] (I 518–519) - Paul Scheyer (I 519) - Karl Paul-Egon Schiffers (I 519) - Melchior Schild (II 618–619) - Karl Georg Wilhelm Schiller (I 519–520) - Arno Wilhelm Schimmel (I 520) - Wilhelm Schimmel (I 520–521) - Valentin Schindler [Schindeler] (II 619) - Gottlob Benedikt von Schirach (I 521) - Julius Carl Schläger (II 619–620) - Hubert Schlebusch (I 521–522) - Alexander Gustav Adolf Freiherr von Schleinitz [Graf] (I 522) - Hans Christoph von Schleinitz [d. Ä.] (II 620) - Karl Anton Wilhelm Freiherr von Schleinitz (I 522–523) - Wilhelm Karl Ferdinand Freiherr von Schleinitz (I 523) - Wilhelm Johann Karl Heinrich Freiherr von Schleinitz (I 523–524) - Johann Friedrich Heinrich Schlemm (I 524) - Franziskus Schlichting (II 620) - Hermann Karl Oskar Graf von Schlieffen-Wioska (I 524) - Wilhelm Schlink (I 524–525) - Albert Schloenbach (I 525) - Georg Justin Karl Urban Schloenbach (I 525–526) - Johannes Gustav Martin Schlott (I 526) - Christoph Andreas Schlüter (II 620–621) - Wilhelm Karl August Otto Gustav Schmalbach (I 526–527) - Willi Andreas Schmalbach (I 527) - Johann Andreas Schmalbauch (I 527–528) - Richard Arthur Kurt Schmalz (I 528) - Eduard Schmelzkopf (I 528–529) - Albert Schmid (I 529) - Konrad Arnold Schmid (II 621–622) - Alfred Emil Karl Schmidt (I 529–530) - Günter Schmidt (II 622) - Gustav Schmidt (I 530) - Hermann Schmidt (I 530–531) - Johann Andreas Schmidt (II 622–623) - Johann Georg Schmidt (II 624) - Johann Lorenz Schmidt [Pseudonym: Schröter, Schröder] (II 624–625) - Karl Wilhelm Schmidt (I 531) - Kurt Emil Karl Robert Schmidt (I 531–532) - Martin Heinrich August Schmidt (I 532) - Stefan Schmidt (II 625) - Adolf Schmidt-Bodenstedt (I 532) - Johann Heinrich Christoph von Schmidt-Phiseldeck (I 532–533) - Wilhelm Justus Eberhard von Schmidt-Phiseldeck (I 533–534) - Karl Justus Wilhelm von Schmidt-Phiseldeck (I 534) - Konrad Georg Friedrich Elias von Schmidt-Phiseldeck (I 534–535) - Theo Schmidt-Reindahl (I 535) - Albert Schneider (I 535) - Friedrich Heinrich Ewald Schneider (I 535) - Heinrich Schneider (I 535–536) - Friedrich Wilhelm Schneidewien (I 536) - Daniel Schnorr (II 625–626) - Salomon Schnorr (II 626) - Karl Philipp Christian Schönemann (I 536–537) - Moises Issak Schönnigh [Schönnigk] (II 626–627) - Friedrich Wilhelm Schöttler (I 537) - Walter Hans Georg Scholz (I 537–538) - Wilhelm Scholz (I 538) - Elisabeth Scholze-Fellner (I 738) - Jutte Schomakers (II 627) - Eberhard Schomburg (I 539) - Heinrich Schomburg (II 627) - Emil Heinrich Schomburg (I 539) - Johann Schop [d. Ä.] (II 627–628) - Andreas Schoppius (II 628) - Wilhelm Schorigus [d. Ä.] (II 629) - Wilhelm Schorigus [d. J.] (II 629) - Johann Schorkop (II 629–630) - Agnes Adolphine Agathe Schosnoski [Harfen-Agnes] (I 539–540) - Justus Georg Schottelius [Georgius] (II 630–631) - Maximilian Christoph Ludwig Schottelius (I 540) - Rudolf Schottelius (I 540) - Carl August Heinrich Friedrich Otto Alexander von Schrader (I 540) | - Bruno Schrader (I 540–541) - Carl Schrader (I 541) - Christoph G. Schrader (II 631–632) - Eberhard Schrader (I 541) - Erich Schrader (I 542) - Ernst von Schrader (I 542) - Heinrich Schrader (I 542) - Heinrich Julius Friedrich von Schrader (I 542–543) - Johanne Juliane Henriette Schrader [Schrader-Breymann] (I 543) - Hermann Werner Albert Karl Schrader (I 545) - Gabriel Friedrich Karl Schrader (I 544) - Karl Urban Heinrich von Schrader (I 544) - Ludolph Schrader (II 632) - Paul August Schrader (II 632) - Reiner Schrader (II 633) - Wilhelm Schrader (I 545–546) - Heinrich Bernhard Schrader von Schliestedt (II 633) - Gerhard Schridde (I 546) - Johann Heinrich Schröder (I 546) - Julius Carl Hermann Schröder (I 546–547) - Karl Schröder (I 547–548) - Leonhart Schröter (II 633–634) - Hermann Leopold Schroetter (I 548) - Johann Christian Schubart [Edler von Kleefeld] (II 634) - Fritz Schuberth (I 548) - Johann Ernst Schubert (II 634–635) - Karl Bernhard Conrad Schüddkopf (I 548–549) - Georg Caspar Schürmann (II 635–636) - Eduard Schütz (I 549) - Emil Schütz (I 549) - Heinrich Schütz [Henricus Sagittarius] (II 636) - Sebastian Schütz [Schytz, Schyz] (II 636–637) - Carl Schuldt (I 550) - Friedrich Werner Graf von der Schulenburg (I 550) - Werner Graf von der Schulenburg (I 550) - Adolph Friedrich Graf von der Schulenburg [Beetzendorf] (II 637) - Anna Adelheit Catharina von der Schulenburg [Beetzendorf, geb. von Bartensleben] (II 637–638) - Georg von der Schulenburg [Beetzendorf, auch Jürgen] (II 638) - Jakob von der Schulenburg [Beetzendorf, II.] (II 639) - Matthias Johann von der Schulenburg [Emden] (II 639–640) - Daniel Christoph Georg Graf von der Schulenburg [Hehlen] (II 640) - Friedrich Achaz von der Schulenburg [Hehlen] (II 640–641) - Fritz von der Schulenburg [Hehlen, VIII.] (II 641) - Gebhard Werner von der Schulenburg [Wolfsburg] (II 641–642) - Karl Friedrich Gebhard Graf von der Schulenburg-Wolfsburg (I 551) - Joseph Carl Christian Schultes [Karl] (I 551) - Hans-Adolf Schultz (I 552) - Clemens Schultze-Biesantz (I 552) - August Schulz (I 552–553) - Carl Johann Ernst Wilhelm Schulz (I 553) - Emil Schulz (I 553) - Friedrich Schulz (I 553–554) - Walter Schulze (I 554) - Heinz Schumacher (I 555) - Gotthold Schumann (I 555) - Wilhelm Schwan (II 642–643) - Johann Gottfried Schwanenberger [Schwanberger, Schwanberg] (I 555–556) - Hermann August Schwanert (I 556) - Franz Hugo Schwanert (I 556) - Viktor Eduard Kurt Julius Schwannecke (I 556) - Karl von Schwartz [Carl] (I 556–557) - Karl August von Schwartz (I 557–558) - Margarethe, Anna und Adelheid Schwartz (II 643) - Julius Georg von Schwarzenberg (I 558) - Johann Daniel Wilhelm Ludwig Schwarzenberg (I 558) - Johann Schwartzkopf [von] (II 643–644) - Leonhard Schweiger (II 644–645) - Lazarus von Schwendi (II 645–646) - August Wilhelm von Schwicheldt (II 646–647) - Charlotte Eleonore von Schwicheldt (II 647) - Heinrich Ernst Graf von Schwicheldt (I 558–559) - Friedrich Julius Ludwig Sebbers (I 559) - Götz von Seckendorff (I 559–560) - Hans-Christoph Hermann Seebohm (560) - Hans Seeck (II 647–648) - Hermann Seeland (I 560) - Friedrich Heinrich Philipp Seele (I 560) - Carl Ludwig Bernhard Seeliger [Louis] (I 561) - Heinrich Anton Christoph Seeliger (I 561–562) - Christoph Timotheus Seidel (II 648) - Hermann Gustav Ludwig Karl Seidel (I 562) - Ina Seidel (I 562–563) - Willy Seidel (I 563) - Wolf Seidel [Seitel, Wulf] (II 648–649) - Johann Heinrich Philip Seidenstücker (I 563–564) - Gerhard Georg Friedrich Karl Seidler (I 564) - Johann Wilhelm Seidler (II 649) - Hermann Emil Robert Selenka (I 564) - Johannes Jacob Selenka (I 564–565) - Daniel Selich [Seelich, Selichius] (II 649) - Nikolaus Selnecker [Selneccerus, Schellenecker] (II 649–650) - Johann Michael van Selow (II 650–651) - Johann Selwig (I 565) - Kurd Semler (I 565) - Wilhelm Semler (I 565–566) - Albert Sergel (I 566) - Robert Settekorn (I 566) - Heinrich Philipp Sextro [Sextroh] (I 566–567) - Sibylle Ursula Herzogin von Holstein-Glücksburg [geb. Herzogin von Braunschweig und Lüneburg] (II 651) - Sibyllenmeister [Meister der Goslarer Sibyllen] (II 651–652) - Heinrich Sickte (II 652–653) - Siegfried Siebers (I 567) - Michael Harro Siegel (I 567–568) - Ludwig von Siegen [von Sechten] (II 653–654) - Louis Siegmund (I 568) - Hans Siemens (II 654) - Johann Georg Siemens (I 568) - Heinrich Siems (I 568–569) - Kaspar Heinrich Freiherr von Sierstorpff (I 569) - Hans Daniel Charles Sievers (I 570) - Johann August Carl Sievers (II 654–655) - Johann Heinrich Theodor Sievers (I 570–571) - Otto Sievers (I 571) - Max Silberschmidt (I 571) - Friedrich Wilhelm Carl Simm (I 571) - Christoff Singer (II 655) - Heinrich August Gottfried Skerl (I 571–572) - Theodoricus Smedecken [Schmiedecke, Dietrich] (II 655–656) - Hartwig Smidenstedt [Schmidenstedt, Smidestedt] (II 656) - Erich Söchtig (I 572) - Joachim Friedrich Söhle [Söhlen] (II 656–657) - Julius Adolph von Söhne (II 657) - Philipp Sömmering [Therocyclus] (II 657–658) | - Walter Moritz Solmitz (I 572–573) - Philipp Reinhard Graf zu Solms (II 658–659) - Hans Sommer [Hans Friedrich August Zincke(n)] (I 573) - Gustav Adolf Hugo Sommer (I 573–574) - Karl Otto August Sommer (I 574) - Katharina Sommermeyer (II 659) - Hildegard Sommer-Peters (I 574) - Ferdinand Sonnenburg [Alexander von Seventornen](I 574–575) - Sophia [Sophie] (II 660) - Sophie Herzogin zu Braunschweig und Lüneburg [geb. Markgräfin von Brandenburg] (II 660) - Sophie Herzogin zu Braunschweig und Lüneburg (II 660–661) - Sophie Elisabeth Herzogin zu Braunschweig und Lüneburg [geb. Herzogin zu Mecklenburg-Güstrow] (II 662–663) - Christof Sorsch (II 663) - Georg August Spangenberg (I 575) - Heinrich Spannuth (I 575) - Christian Specht (II 663–664) - Christoph Specht (II 664) - Johann Heinrich von Specht (II 664–665) - Friedrich Spee [von Langenfeld] (II 665–666) - Friedrich Wilhelm Spehr (I 575–576) - Johann Peter Spehr (I 576) - Ludwig Ferdinand Spehr [Louis] (I 576) - William Eugen Spehr (I 576–577) - Oswald Spengler (I 577) - Christian Spiegelberg [Spiegelberg-Denner] (II 666) - Julius Spiegelberg (I 577–578) - Otto Spiegelberg (I 578) - Samuel Spier (I 578–579) - Johann Carl Spiess [Spieß] (II 667) - Werner Spieß (I 579) - Peter Spitzer (II 667) - Karl Johann Philipp Spitta (I 579–580) - Louis Spohr [Ludwig] (I 580–581) - Johann Sporleder (II 667) - Barthold Sprangken [Spranke, Berthold] (II 668) - Philipp Carl Sprengel (I 581) - Johannes Spring [Springk] (II 668–669) - Walter Hermann Wilhelm Rudolf Staats (I 581–582) - Curt Staff (I 582) - Konrad Dietrich Martin Stahl (I 582–583) - Johann Friedrich von Stain [Stein] (II 669) - Friedrich Stamm (I 583) - Ulrich Stamm (II 669–670) - Gottfried Leberecht von Stammer (II 670) - Siegfried Stange (I 583) - Christian Wilhelm von Stangen (I 583) - Cord Stapel [d. J.] (II 670–671) - Simon Stappen (II 671) - Johann Stauffmel [Stauffmehl, Stoffmel] (II 671–672) - Stechinelli [Francesco Maria Capellini] (II 672–673) - Balthasar von Stechow (II 673) - Johann Richard Stegemann (I 583–584) - Fritz Stegen (I 584) - Johann Heinrich Friedrich Karl Wilhelm Steger (I 584) - Johann Christian Ludwig Albert Steigerthal (I 584–585) - Bodo Carl Emil Steigerthal (I 585) - Eduard Steinacker (I 585) - Heinrich Friedrich Karl Steinacker (I 585–586) - Karl Steinacker (I 586–587) - Adrian von Steinberg (II 673–674) - Ernst von Steinberg (II 674–675) - Friedrich von Steinberg (II 675) - Henning von Steinberg (II 675–676) - Gustav Steinbrecher (I 587–588) - Friedrich Steinhoff (I 588) - Ernst Hermann Heinrich Steinmann (I 589–590) - Karl Heinrich August Steinmann (I 590) - Johann Heinrich Wilhelm Steinmeyer (I 590) - William Steinway [Steinweg, Johann Heinrich Wilhelm] (I 590–591) - Heinrich Engelhard Steinweg (I 591) - Carl Christian Friedrich Theodor Steinweg (I 591–592) - Adolph Wilhelm August Friedrich von Steinwehr (I 592) - Gotthard Friedrich Stender (II 676) - Stendhal [Pseudonym von Marie-Henri Beyle] (I 592–593) - Kaspar Adam Stenger [Caspar] (II 676–677) - Hinrich Stenhorst [Steinhorst] (II 677) - Gerson Stern [Gershon] (I 593) - Heinrich von Stern [Stella] (II 677) - Johann von Stern [Stella] (II 677) - Wilhelm Stern (I 593–594) - Alfred Sternthal (I 594) - Theodor Hermann Friedrich Stiebel (I 594) - Ulrich Stille (I 594) - August Stisser (II 677–678) - Johann Andreas Stisser (II 678–679) - Johann Heinrich Stobwasser (I 595) - Julius August Stock (I 595) - Johannes Stockbroed (II 679) - Carl Hermann Leopold Stöter (I 596) - Friedrich Stolberg (I 596) - Wolf Ernst Graf von Stolberg-Wernigerode [Wolfgang] (II 679–680) - Rudolf Stolle (I 596) - Johann von Stopler (II 680) - Levin Storch (II 680–681) - Johannes Strauch (II 681) - Anton von der Streithorst (II 681–682) - Joachim von der Streithorst (II 681–682) - Georg Strickrodt (I 597) - Friedrich Karl von Strombeck (I 597–598) - Friedrich Hermann Richard Freiherr von Strombeck (I 598) - Ludwig Adolf von Strümpell (I 598–599) - Delphin Strunck (II 683) - Joachim Strunk [Strungk] (II 683–684) - Nicolaus Adam Strunk [Strungk] (II 684) - Dietrich Struve (II 684–685) - Johann Stucke (II 685–686) - Andreas Joachim Stuckenbrock (II 686) - Oskar Stübben (I 599) - Johann Christian Stübner (I 599–600) - Konrad Heinrich Stünkel (I 600) - Georg Christoph Samuel Sturm (II 687) - Leonhard Sturm (II 687–688) - Hermann Richard Franz Ludwig Karl von Stutterheim (I 600) - Richard von Stutterheim (I 600) - Gustav Stutzer (I 600–601) - Therese Stutzer [geb. Schott] (I 601–602) - Johann Heinrich Stuve (II 688–689) - Christian Fürchtegott Werner Suchatzky (I 602) - Wilhelm Suder [sen.] (I 602) - Wilhelm Suder [jun.] (I 602) - Albert Oskar Wilhelm Südekum (I 602–603) - Daniel de Superville (II 689690) - Wendelin Sybelist (II 690) |

## T
| - Eberhard Tacke (I 604) - Andreas Christian Ludwig Tacke (I 604) - Barward Tafelmaker [Barwart] (II 691) - Heinrich Carl Friedrich August Tappe (I 604) - Georg Tappe (II 691–692) - Theda Tappen (I 604–605) - Theodor Tappen (I 605) - Gustav Teichmüller (I 605) - Hans Teichmüller (I 605–606) - Robert Teichmüller (I 606) - Georg Philipp Telemann (II 692–693) - Christoph Tendler [Tandler, Tändler, Tendeler] (II 693) - Elisabeth Terwins (II 693–694) - Johannes Tetzel (II 694–695) - Thedel von Wallmoden [Unvorferd, Sagengestalt] (II 695) - Johann Theile (II 695–696) - Matthias Theisen (I 606) - Theophanu (II 696–697) - Therese Natalie [geb. Herzogin zu Braunschweig und Lüneburg] (II 697–698) - Antoinette Wilhelmine von Thielau (I 606) - Karl Florian von Thielau (I 606) - Wilhelm Erdmann Florian von Thielau (I 606–607) | - Alexander Thiele (I 607) - Heinrich August Ludwig Thiele (I 607–608) - Kurt Thiele (I 608) - Otto Thielemann (I 608–609) - Otto Thielemann (I 609) - Friedrich Thöne (I 609) - Karl Friedrich Ferdinand Thomas (I 610) - Simon Thomas (II 698) - Johann Daniel Thulesius (I 610) - Johann Thurzo von Bethlemfalva (II 698–699) - Georg Thym (II 699–700) - Tideke van Werberch [Tile van Werberghe, Warberg] (II 700) - Johann Tiele (II 700–701) - Johann Karl Willhelm Ferdinand Tiemann (I 610–611) - Tile von Damm (II 701) - Tile von Kneitlingen (II 701–702) - Friedrich August Timaeus (I 611) - Fritz Timme (I 611) - August Tischer (I 611) - Gerhard Titius (II 702–703) - Heinrich Karl Tölcke (II 703) - Ludger tom Ring der Jüngere (II 704) | - Johann Friedrich Julius Topp (II 704–705) - Johann Konrad Sigismund Topp (II 705) - Wilhelm de la Tour (II 705–706) - Georg Friedrich Konrad Trackert [Drackert] (I 611) - Albert Trapp (I 611–612) - Ernst Christian Trapp (I 612) - Sergei Traustel (I 613) - Paul Trautmann (I 613) - Friedrich Wilhelm Heinrich von Trebra (I 613–614) - Tobias Treffler (II 706) - Gottlieb Treuer (II 706–707) - Gottlieb Samuel Treuer (II 707–708) - Wilhelm Viktor Treusch von Buttlar (I 614) - Christoph Treutmann (II 708–709) - Jakob Peter Eduard Trieps (I 614) - Franz Trinks (I 615) - Eva von Trott (II 709–710) - Anna Tuckermann (II 710) - Peter Tuckermann (II 710) - Johann Christian Ludwig Tunica (I 615) - Hermann August Theodor Tunica (I 615) |

## U
| - August Wilhelm Julius Uhde (I 616) - Constantin Uhde (I 616) - Friedrich Wilhelm Karl Uhde (I 616–617) - Karl Wilhelm Ferdinand Uhde (I 617) - August Georg Uhle (I 617–618) - Dorothea Ulmer-Stichel [Dörte] (I 618) | - Carl Ulrich (I 618) - Ulrich XI. Graf von Regenstein (II 711) - Arthur Friedrich Ludwig Ferdinand Ulrichs (I 619) - Karl Friedrich Ernst von Unger (I 619) - Friedrich von Unger (I 619–620) - Friedrich Wilhelm von Unger [Fritz] (I 620) | - Karl Christian Johann Julius von Unger (I 620) - Urban von Unger (I 620) - Carl Wilhelm Ferdinand Unzelmann (I 621) - Johann Martin Wilhelm von Uslar (I 621) - Friedrich Moritz von Uslar (II 711–712) - Thilo Albrecht von Uslar (II 712) |

## V
| - Hermann Vahldiek (I 622) - Caroline Margarete Mathilde Wilhelmine Vahsel (I 622) - Bernhard Varenius [Varen] (II 713–714) - Conrad Eduard Varrentrapp [Konrad] (I 622) - Franz Varrentrapp (I 623) - August Elias Wilhelm Vasel (I 623) - Cort von Vechelde (II 714) - Tile von Vechelde [II] (II 714–715) - Tile von Vechelde [IV] (II 715) - Zacharias Vechelt (II 715) - Veit [Bruder Veit] (II 715–716) - Friedrich Karl Adolf von Vechelde (I 623–624) - August Ferdinand Graf von Veltheim (I 624) - Charlotte Luise Adelheid von Veltheim (I 624–625) - Friedrich August von Veltheim (II 716) - Henriette Karoline von Veltheim (II 716) - Karl Friedrich Hilmar von Veltheim [Fritz] (I 625) - Levin von Veltheim (II 717) - Lucia von Veltheim (II 717–718) | - Hans Freiherr von Veltheim (I 625–626) - Hans Graf von Veltheim (I 626–627) - Röttger Graf von Veltheim (I 627) - Werner Graf von Veltheim (I 627) - Johannes Kaspar Velthusen (I 627–628) - Karl Heinrich Georg Venturini (I 628) - Bernward Vesper (I 628–629) - Matthäus Heinrich Vetten (II 717) - Vicelin [Bischof] (II 718–719) - Adam Viebing (II 718–719) - Konrad Heinrich Viebing (II 719) - Thomas Villier [Filler] (II 719) - Hans Heinrich Eduard Vieweg (I 629) - Hans Heinrich Rudolf Vieweg (I 629–630) - Johann Friedrich Vieweg (I 630–631) - Johann Caspar von Völcker [Völker, Völkern; Kaspar] (II 720–721) - Barthold Völkerling [Völckerling] (II 721) - Thilo Vogelsang (I 631) - Hermann Julius Bernhard Voges (I 631) | - Theodor Voges (I 631–632) - Theodor Vogler (I 632) - Ewald Vogtherr (I 632) - Johann Vogt [Voigt] (II 721–722) - Peter Voigt (I 632) - Richard Voigt (I 632–633) - Helene Voigt-Diederichs (I 633) - Peter Wilhelm Friedrich Ritter von Voigtländer (I 633–634) - Friedrich-Wilhelm Ritter von Voigtländer (I 634) - Konstantin Bernhard von Voigts-Rhetz (I 634–635) - Tobias Volckmar (II 722) - Sanct Volkmann [Volkmar] (II 722–723) - Volkmar [I., de Goslaria] (II 723) - Bernhard Vollmer (I 635) - Anna Vorwerk (I 635–636) - Wilhelm Voß (I 636) - Hans Vredemann de Vries [Johannes] (II 724) |

## W
| - Friedrich Ludwig von Wachholtz (I 637) - Robert von Wachholtz (I 637) - Friedrich Christoph Wäterling (I 637–638) - Karl Franz Christian Wagner (I 638) - Carl Gottlieb Wagler (II 725) - Johann Franz Wagner (II 725) - Johann Tobias Wagner (II 726) - Karl Wilhelm Ulrich Wagner (I 638–639) - Richard Wagner (I 639) - Rudolph Christian Wagner (II 726–727) - August Philipp Anton Wahnschaffe (I 639) - Johann Julius Walbaum (II 727) - Johann Gebhard Justus Erich Walbaum (I 639) - Hans Waldmann (I 639–640) - Friedrich Hans von Walther (II 727–728) - Michael Walther [d. Ä.] (II 728–729) - Albert Emil Wandersleb (I 640) - Wasmod van Kemme (II 729) - Julius Friedrich Wasmus (I 640) - Wilhelm Wassmuss (I 640–641) - Erna Gertrude Wazinski (I 641) - Rudolf Weber (I 641–642) - Julius August Ludwig Wegscheider (I 642) - Friedrich Wehrstedt (I 642) - Georg August Wilhelm Wehrt (I 642) - Fritz Weiberg (I 642–643) - Christian Friedrich Weichmann (II 729–730) - Lukas Weischner [Weyschner, Weschner, Weschener] (II 730) - Friedrich Weise [d. Ä.] (II 731) - Gerhard Weisser (I 643) - Heinrich Wilhelm Benjamin Weitenkampf (I 643) - Johann Anton August Weitsch (I 643–644) - Friedrich Georg Weitsch (I 644) - Pascha Johann Friedrich Weitsch (I 644–645) - Franz Welger (I 645) - Gustav Welger (I 646) - Ehm Welk [Emil] (I 646–647) - Jakob Weller von Molsdorf (II 731–732) - Johann Friedrich Wendt (II 732) - Johann Angelius von Werdenhagen (II 732–733) - Hermann Werenberg (II 733–734) - Johann Werlhof (II 734) | - Paul Gottlieb Werlhof (II 734–735) - Heinrich Werner (I 647) - Michael Werner (II 735–736) - Werner Raphon (II 736) - Friedrich Alexander Wernicke (I 647) - Johann Christian Wernsdorf (II 736–737) - Johann Christian Gottlieb Wernsdorf (I 647–648) - Margarethe Werthmann (II 737) - August Wesemeier (I 648) - Heinrich Wilhelm Theodor Christian Wessel (I 648–649) - Joseph Eduard Wessely (I 649) - Georg[e] Westermann (I 649–650) - Hannes Westermann (I 650) - Wilhelm Heinrich Julius Westphal (I 650) - Christian Heinrich Philipp Edler von Westphalen (II 737–738) - Karl Weule (I 650–651) - Eberhard von Weyhe (II 738–740) - Heinrich Wideburg [Wiedeburg] (II 740) - Widukind von Wolfenbüttel (II 740–741) - Gottlob Wiedebein (I 651) - Johann Bernhard Wiedeburg [Wideburg] (II 741) - Karl Albrecht Wiedeburg (I 652) - Friedrich August Wiedeburg (I 652) - Lothar Wiedecke (I 652) - Christian Rudolph Wilhelm Wiedemann (I 652–653) - Arend Joachim Friedrich Wiegmann (I 653) - Johann Karl Ernst Wiehe (I 653–654) - Bernhard Wiese (I 654) - Johann Georg Carl Wiesen (I 654) - Rudolf Wiesener (I 654) - Heinrich David Wilckens (I 655) - Dietrich Wilde [Dietrich Güstrow] (I 655–656) - Heinrich Wildhagen (I 656) - Wilhelm [Herzog zu Braunschweig und Lüneburg] (II 741–742) - Wilhelm Adolf [Herzog zu Braunschweig und Lüneburg] (II 742) - Wilhelm [Wilhelmus] (II 742–743) - Albrecht Wilke (I 656) - Amalie Wilke [geb. Brandes] (I 656–657) - August Wilke (I 657) - Rudolf Wilke (I 657) - Ulfert Wilke (I 657–658) - Louis Wille (I 658) | - Werner Willikens (I 658–659) - Johann Heinrich Wilmerding (I 659) - Joseph Gregor Winck (II 743) - Heinrich Winckel (II 743–744) - Christian Ludewig Theodor Winkelmann [Winckelmann] (I 659) - Hermann Winkelmann (I 659) - Stephan August Winkelmann (I 659–660) - August Winnig (I 660) - Franz Theodor Johannes Winter (I 660–661) - Fritz Louis Julius Winter (I 661–662) - Georg Winterschmidt (II 744) - Heinrich Friedrich Adolf Wirk (I 662) - Gustav Wirk (I 662–663) - Heinrich Wirsche [Henricus Wirschius] (II 744–745) - Caroline Friederike Wiseneder [geb. Schneider] (I 663) - Hermann Wislicenus (I 663) - Johann Wissel (II 745) - Hans Karl Hermann Wiswe (I 663–664) - Artur Wiswedel (I 664) - Ernst Heinrich Wilhelm Witte (I 664) - Hans Hermann Julius Witte (I 664–665) - Max Witte (I 665) - Hans Witten [Meister H. W.] (II 745–746) - Otto Johann von Wittorf (II 746–747) - Rudolph Willy Wobst (I 665–666) - Carl Heinrich Wilhelm Wolf (I 666) - Hans Wolf (I 666–667) - Johann Wolf [Wolfius] (II 747) - Carl von Wolff (I 667) - Friedrich Theodor Wolff (I 668) - Gustav Anton von Wolffradt (I 668) - Abt Wolfram (II 747–748) - August Louis Ferdinand Wolfstieg (I 668–669) - Wolter (II 748) - Christoph Woltereck (II 748–749) - Carl Christian Julius Wolters (I 669) - Sophus Ernst-Georg Wolters (I 669) - Tider Woltman (II 749) - Christoph von Wrisberg (II 750–751) - Christoph von Wrisberg (II 751) - Jürgen Wullenwever (II 751–752) |

## X
– keine Einträge –

## Y
– keine Einträge –

## Z
| - Justus Friedrich Wilhelm Zachariä (II 753–754) - Werner Zahn (I 670) - Johann Zanger [d. Ä.] (II 754) - Johann Zanger [d. J.] (II 754) - Levin Zanner [Sander, Sanner] (II 755) - Hans Dietrich von Zanthier (II 755–756) - Georg Ludwig von Zastrow (II 756) - Georg Ludwig Theodor Zeidler (I 670) - Friedrich Alexander Zickerick (I 670–671) | - Johann Heinrich Wilhelm Ziegenbein (I 671) - Anne Marie von Ziegler (II 757–758) - Friedrich Wilhelm Ziegler (I 671) - Christoph Friedrich Zilliger (II 758) - Albrecht Wilhelm Philipp Zimmermann (I 671) - Eberhard August Wilhelm von Zimmermann (I 672) - Benedikt Ernst Heinrich Zimmermann (I 672) - Ernst Wilhelm Paul Zimmermann (I 672–673) - Georg Heinrich Zincke (II 758–759) | - Johann Ludwig Carl Zincken (I 673–674) - Konrad Ludwig Dietrich Zinkeisen (I 674) - Franz Hermann Wilhelm Zobel (I 674) - Ernst Emil Zörner (I 674–675) - Fritz Züchner (I 675) - Leopold Zunz [Yom Tov Lippmann] (I 675–676) - Johann Arnold Anton Zwicke (II 758) - Julius Zwißler (I 676) |